# Liste der Biografien/Hag
Liste der Biografien |
Portal Biografien |
Personensuche
# |
A |
B |
C |
D |
E |
F |
G |
H |
I |
J |
K |
L |
M |
N |
O |
P |
Q |
R |
S |
T |
U |
V |
W |
X |
Y |
Z |
?
 
Ha |
Hd |
He |
Hi |
Hj |
Hk |
Hl |
Hm |
Hn |
Ho |
Hr |
Hs |
Ht |
Hu |
Hv |
Hw |
Hy
 
Haa |
Hab |
Hac |
Had |
Hae–Haf |
Hag |
Hah |
Hai |
Haj |
Hak |
Hal |
Ham |
Han |
Hao |
Hap |
Haq |
Har |
Has |
Hat |
Hau |
Hav |
Haw |
Hax |
Hay |
Haz
Die Liste der Biografien führt alle Personen auf, die in der deutschsprachigen Wikipedia einen Artikel haben. Dieses ist eine Teilliste mit 966 Einträgen von Personen, deren Namen mit den Buchstaben „Hag“ beginnt.

## Hag
- Hag, Erik ten (* 1970), niederländischer Fußballspieler und FußballtrainerErik ten Hag (* 1970)

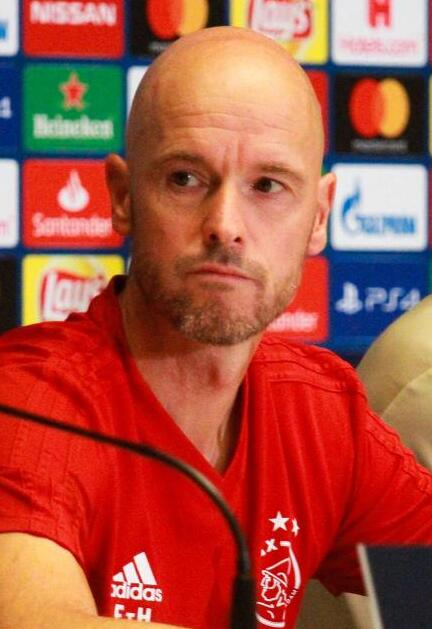
Erik ten Hag (* 1970)

- Hag, Xandra (* 1970), deutsche Sängerin

### Haga
- Haga, Asahi (* 2000), japanischer Fußballspieler
- Haga, Åslaug (* 1959), norwegische Politikerin und Managerin im Bereich Biodiversität
- Haga, Chad (* 1988), US-amerikanischer Radrennfahrer
- Haga, Cornelius (1578–1654), erster niederländische Botschafter im Osmanischen Reich
- Haga, Hironobu (* 1982), japanischer Fußballspieler
- Haga, Magne (* 1994), norwegischer Skilangläufer
- Haga, Michael (* 1992), norwegischer Eishockeyspieler
- Haga, Noriyuki (* 1975), japanischer Motorradrennfahrer
- Haga, Peter de († 1333), schottischer Adliger
- Haga, Ryōhei (* 1988), japanischer Eisschnellläufer
- Haga, Ryūnosuke (* 1991), japanischer Judoka
- Haga, Yaichi (1867–1927), japanischer Literaturwissenschaftler und Hochschullehrer
- Hagag, Ahmed (* 2000), österreichischer Boxer im Superschwergewicht
- Hagaman, Frank L. (1894–1966), US-amerikanischer Politiker
- Hagan, Billy (1932–2007), US-amerikanischer Unternehmer, Automobilrennfahrer und Rennstallbesitzer
- Hagan, Cliff (* 1931), US-amerikanischer Basketballspieler
- Hagan, George (* 1938), ghanaischer Philosoph, Anthropologe, Hochschullehrer und Politiker
- Hagan, George Elliott (1916–1990), US-amerikanischer Politiker
- Hagan, James (1904–1976), britischer römisch-katholischer Geistlicher, Bischof von Makurdi
- Hagan, John (* 1946), US-amerikanischer und kanadischer Kriminologe und Soziologe
- Hagan, John Raphael (1890–1946), US-amerikanischer römisch-katholischer Geistlicher, Weihbischof in Cleveland
- Hagan, Kay (1953–2019), amerikanische Politikerin (Demokratische Partei)
- Hagan, Molly (* 1961), US-amerikanische Schauspielerin
- Hagan, Sarah (* 1984), US-amerikanische Schauspielerin
- Hagan, Thomas (* 1941), US-amerikanischer Attentäter, ein Mörder von Malcolm XThomas Hagan (* 1941)

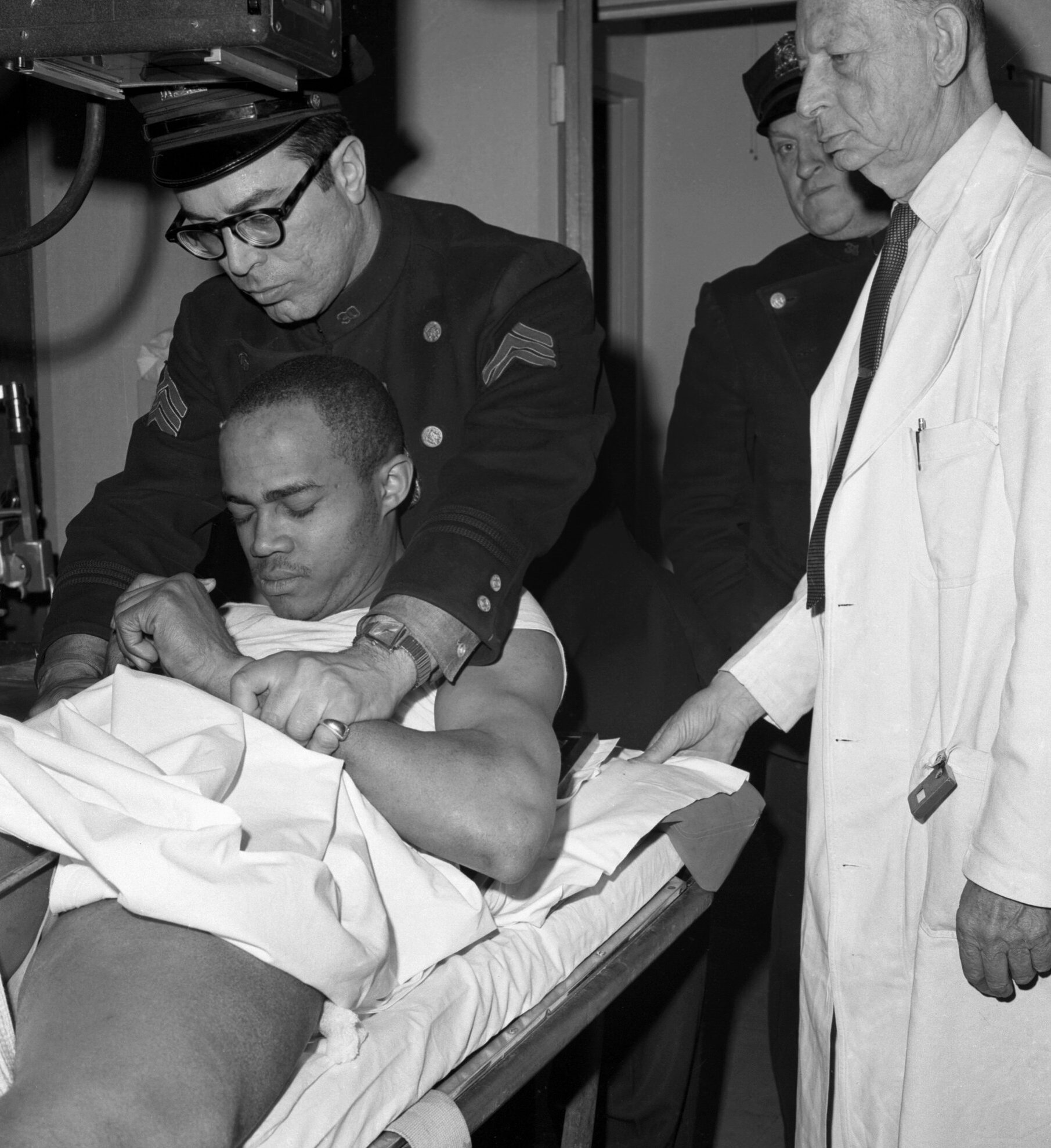
Thomas Hagan (* 1941)

- Hagander, Sten (1891–1981), schwedischer Leichtathlet
- Hagans, Christian (1829–1908), deutscher Ingenieur und Unternehmer, Gründer der Hagans-Werke
- Hagans, John (1838–1900), US-amerikanischer Politiker
- Hagans, Tim (* 1954), US-amerikanischer Jazz-Trompeter
- Hagar, Sammy (* 1947), US-amerikanischer Rocksänger und GitarristSammy Hagar (* 1947)

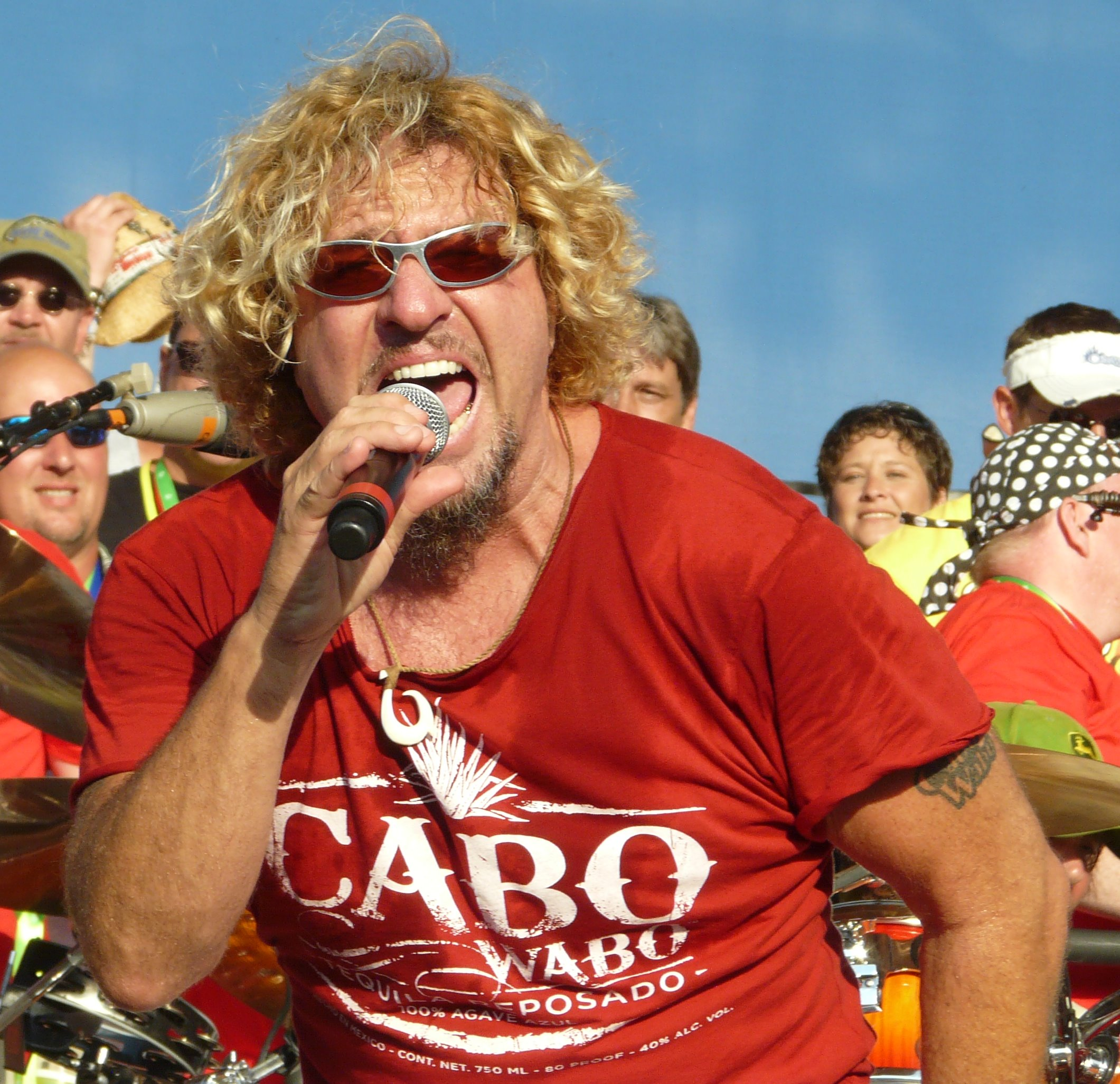
Sammy Hagar (* 1947)

- Hagara, Adam (* 2006), slowakischer Eiskunstläufer
- Hagara, Roman (* 1966), österreichischer Segler
- Hagara, Willy (1927–2015), österreichischer Schlagersänger und Schauspieler
- Hagari, Daniel (* 1976), israelischer Marineoffizier, Konteradmiral
- Hagarová, Zuzana (* 1977), slowakische Schachmeisterin
- Hagarty, Paul Leonard (1909–1984), US-amerikanischer Ordensgeistlicher

### Hagb
- Hagberg, Ann-Christine (* 1948), schwedische Schwimmerin
- Hagberg, Bengt (1923–2015), schwedischer Neuropädiater
- Hagberg, Brita (1756–1825), schwedische Soldatin
- Hagberg, Carl August (1810–1864), schwedischer Literaturwissenschaftler und Übersetzer
- Hagberg, Caroline (* 1982), schwedische Fußballspielerin
- Hagberg, Emil (1862–1921), deutsch-schwedischer Architekt
- Hagberg, Esbjörn (* 1950), schwedischer lutherischer Theologe und Bischof
- Hagberg, Göran (1947–2024), schwedischer Fußballspieler und -trainer
- Hagberg, Hilding (1899–1993), schwedischer Politiker, Mitglied des Riksdag
- Hagberg, Knut (1900–1975), schwedischer Schriftsteller
- Hagberg, Martin (* 1974), schwedischer Badmintonspieler

### Hagd
- Hagdorn, Hans (* 1949), deutscher Lehrer, Fossiliensammler und Paläontologe

### Hage
- Hage, Anike (* 1985), deutsche Comiczeichnerin
- Hage, Georg (1808–1882), deutscher Porträtmaler
- Hage, Georg (* 1979), deutscher Kirchenmusiker
- Häge, Harald (* 1965), deutscher Fußballspieler
- Hage, Heleen (* 1958), niederländische Radrennfahrerin
- Hage, Mariam (* 1992), österreichische Schauspielerin
- Hage, Rawi (* 1964), libanesisch-kanadischer Schriftsteller
- Hage, Volker (* 1949), deutscher Journalist, Literaturkritiker und AutorVolker Hage (* 1949)

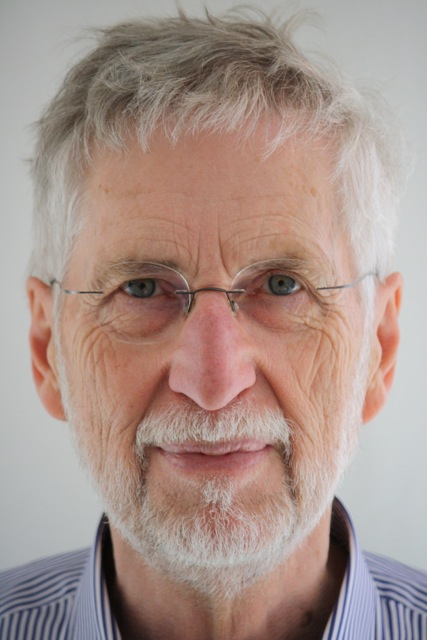
Volker Hage (* 1949)

- Hage, Wolfgang (* 1935), deutscher Kirchenhistoriker und Hochschullehrer

#### Hagea
- Hagea, Victor (* 1948), deutscher Maler rumänischer Herkunft
- Hageau, Aimable (1756–1836), französischer Ingenieur

#### Hageb
- Hagebakken, Tore (* 1961), norwegischer Journalist und Politiker
- Hagebölling, Lothar (* 1952), deutscher Politiker, Chef des Bundespräsidialamts
- Hagebölling, Wilfried (* 1941), deutscher Bildhauer und Zeichner

#### Hagec
- Hagecius, Thaddaeus (1525–1600), böhmischer Astronom und persönlicher Arzt des Kaisers Rudolf II.

#### Haged
- Hagedoorn, Georgette (1910–1995), niederländische Sängerin, Schauspielerin, Regisseurin und Rezitatorin
- Hagedorn, Alfried (* 1940), deutscher Künstler
- Hagedorn, Anselm C. (* 1971), deutscher evangelischer Theologe
- Hagedorn, Anton (1856–1932), deutscher Historiker und Staatsrat
- Hagedorn, August (1888–1969), deutscher Politiker (SPD), MdBB und Präsident der Bremischen Bürgerschaft (1946–1966)
- Hagedorn, Bettina (* 1955), deutsche Politikerin (SPD), MdBBettina Hagedorn (* 1955)

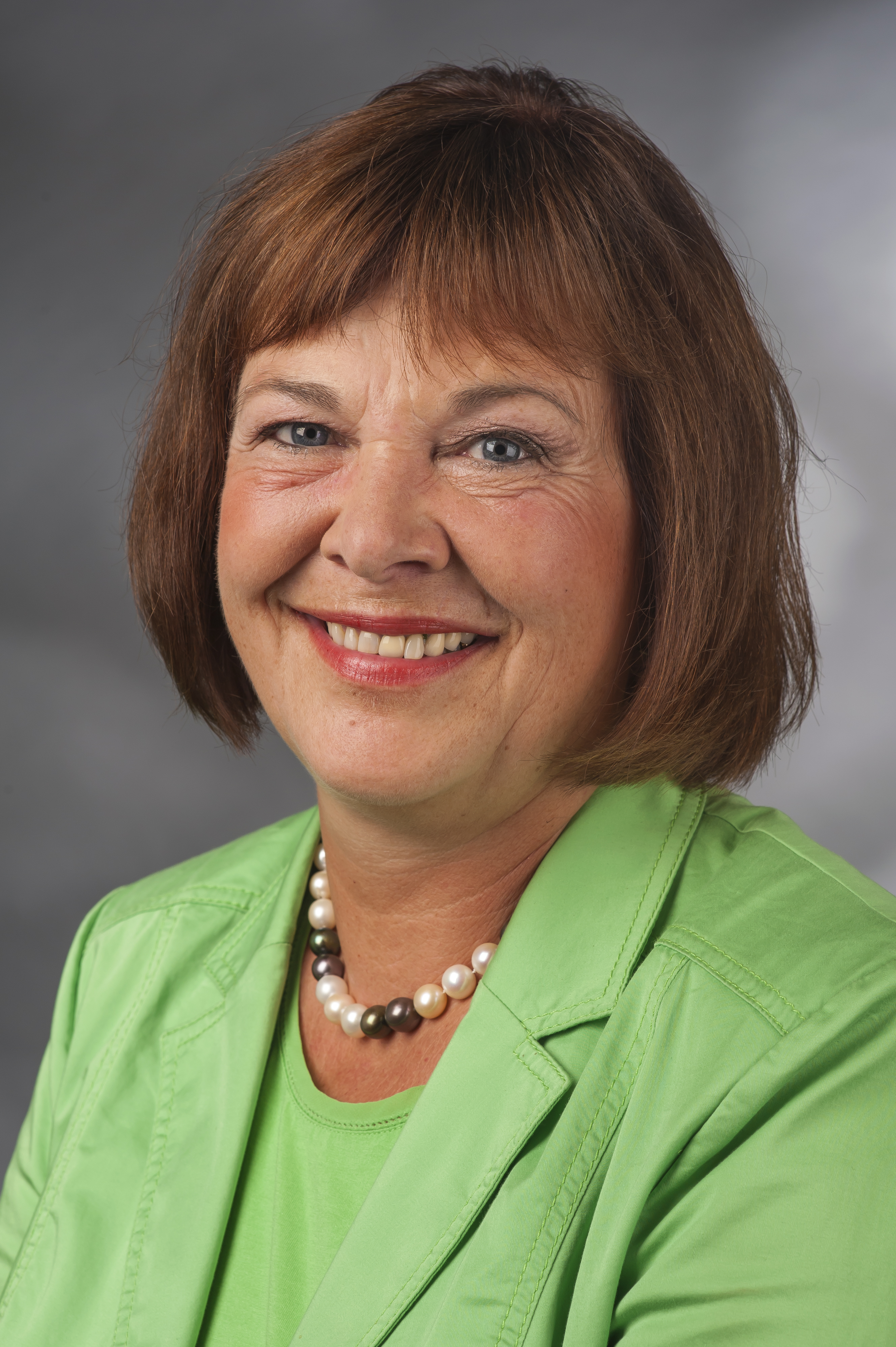
Bettina Hagedorn (* 1955)

- Hagedorn, Britt (* 1972), deutsche Fernsehmoderatorin
- Hagedorn, Christian Ludwig von (1712–1780), Diplomat im sächsischen Dienst, Kunsttheoretiker und -sammler, außerdem Amateurstecher
- Hagedorn, Dieter (1936–2023), deutscher Altphilologe und Papyrologe
- Hagedorn, Edward S. (1946–2023), philippinischer Politiker
- Hagedorn, Emil, preußischer Kommunalbeamter, auftragsweise Landrat des Landkreises Düsseldorf (1874)
- Hagedorn, Ernst (1863–1941), deutscher Gutsbesitzer und Abgeordneter des Provinziallandtages der Provinz Hessen-Nassau
- Hagedorn, Erwin (1952–1972), deutscher Sexualstraftäter und mehrfacher Kindermörder
- Hagedorn, Fred (1875–1940), deutscher Jurist, Verwaltungsbeamter, Gutsbesitzer und Politiker
- Hagedorn, Friedrich (1814–1889), deutscher Landschaftsmaler
- Hagedorn, Friedrich von (1708–1754), deutscher DichterFriedrich von Hagedorn (1708–1754)

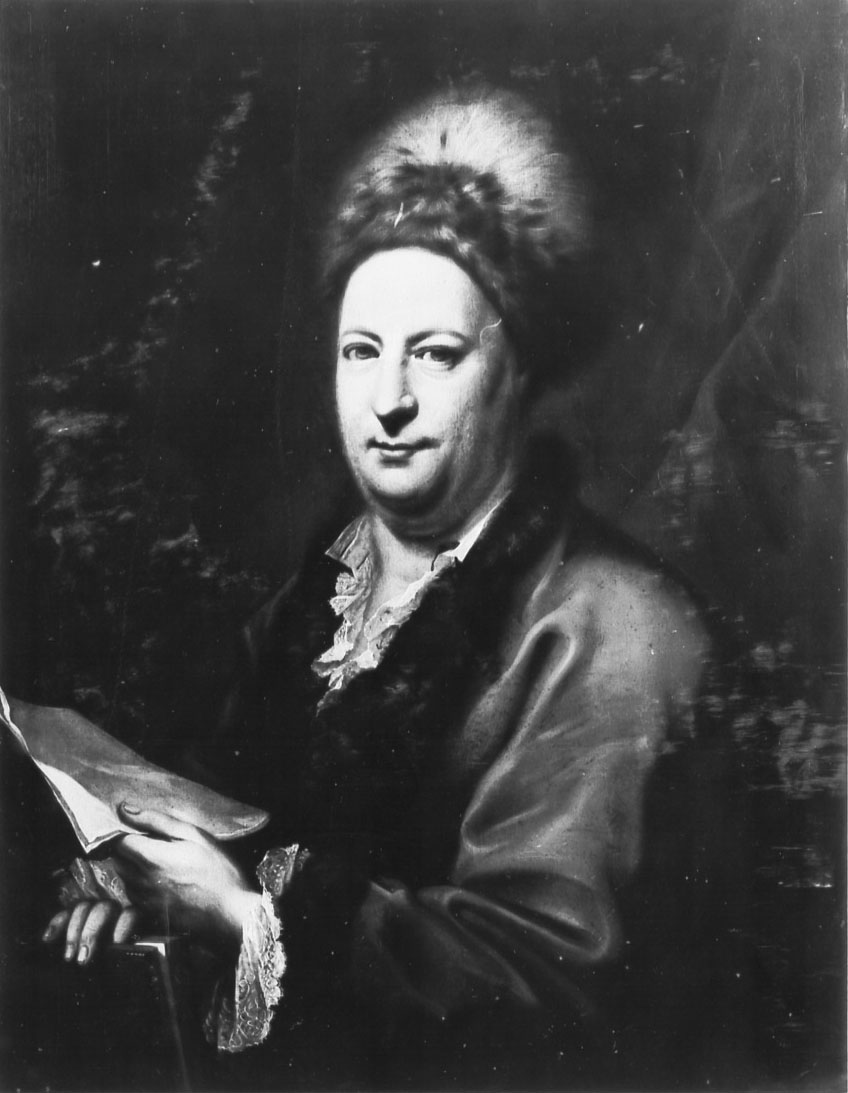
Friedrich von Hagedorn (1708–1754)

- Hagedorn, Gregor (* 1965), deutscher Botaniker
- Hagedorn, Günter (1932–2018), deutscher Germanist und Sportwissenschaftler, Hochschullehrer, Basketballtrainer und Coach, Autor und Objektkünstler
- Hagedorn, Hans Christian (1888–1971), dänischer Pharmakologe und Diabetesforscher
- Hagedorn, Hermann (1882–1964), US-amerikanischer Autor und Biograf
- Hagedorn, Hermann (1884–1951), deutscher Lehrer und Heimatdichter
- Hagedorn, Horst (1933–2018), deutscher Geograph und Hochschullehrer
- Hagedorn, Jessica (* 1949), philippinisch-amerikanische Schriftstellerin
- Hagedorn, Jim (1962–2022), amerikanischer Politiker der Republikanischen Partei
- Hagedorn, Julius (1874–1943), deutscher Architekt und Baubeamter, Stadtbaurat in Bremerhaven
- Hagedorn, Jürgen (1910–1981), deutscher Rechtsanwalt, Land- und Forstwirt und Generallandschaftsdirektor
- Hagedorn, Karl (1922–2005), deutsch-US-amerikanischer Künstler
- Hagedorn, Konrad (* 1948), deutscher Agrarökonom
- Hagedorn, Max (1852–1914), deutscher Arzt und Entomologe
- Hagedorn, Max (1876–1922), deutscher Kapitän zur See der Reichsmarine
- Hagedorn, Ole (* 2003), deutscher Handballspieler
- Hagedorn, Otto (* 1899), deutscher Politiker, Oberbürgermeister der Stadt Lüdenscheid
- Hagedorn, Peter (* 1941), deutscher Maschinenbauingenieur und Hochschullehrer
- Hagedorn, Robert (1856–1907), deutscher Verwaltungsjurist
- Hagedorn, Rolf (1919–2003), deutscher Physiker
- Hagedorn, Thomas (* 1971), deutscher UnternehmerThomas Hagedorn (* 1971)

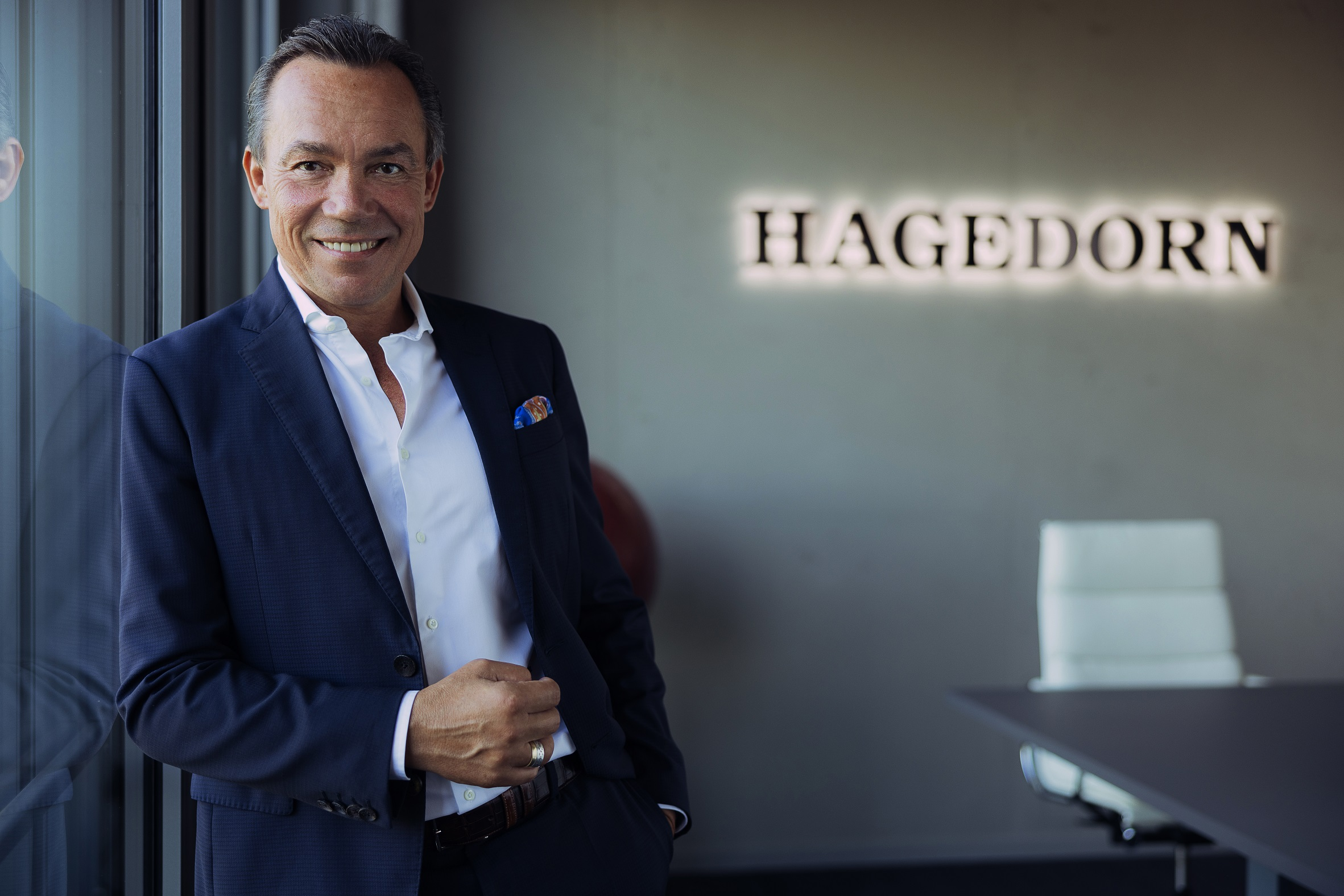
Thomas Hagedorn (* 1971)

- Hagedorn, Tom (* 1943), US-amerikanischer Politiker
- Hagedorn, Verena (* 1982), deutsche Fußballtrainerin und ehemalige -spielerin
- Hagedorn, Werner (1831–1894), deutscher Chirurg
- Hagedorn, Werner (1929–2019), deutscher Finanzbeamter und Gewerkschafter
- Hagedorn, Wilhelm (1868–1930), preußischer Oberst, Ritter des Ordens Pour le Mérite
- Hagedorn, Wilhelm (1894–1953), deutscher Kommunist und Lynchopfer

#### Hagee
- Hagee, John (* 1940), US-amerikanischer Prediger, Gründer und Leiter der Cornerstone Church in Texas
- Hagee, Michael W. (* 1944), US-amerikanischer Militär, Commandant of the Marine Corps

#### Hageg
- Hagegård, Håkan (* 1945), schwedischer Opern- und Konzertsänger (Bariton)
- Hagège, Claude (* 1936), französischer Linguist

#### Hagel
- Hagel, Alfred (1885–1945), österreichischer Maler
- Hagel, Brandon (* 1998), kanadischer Eishockeyspieler
- Hagel, Chantal (* 1998), deutsche FußballspielerinChantal Hagel (* 1998)

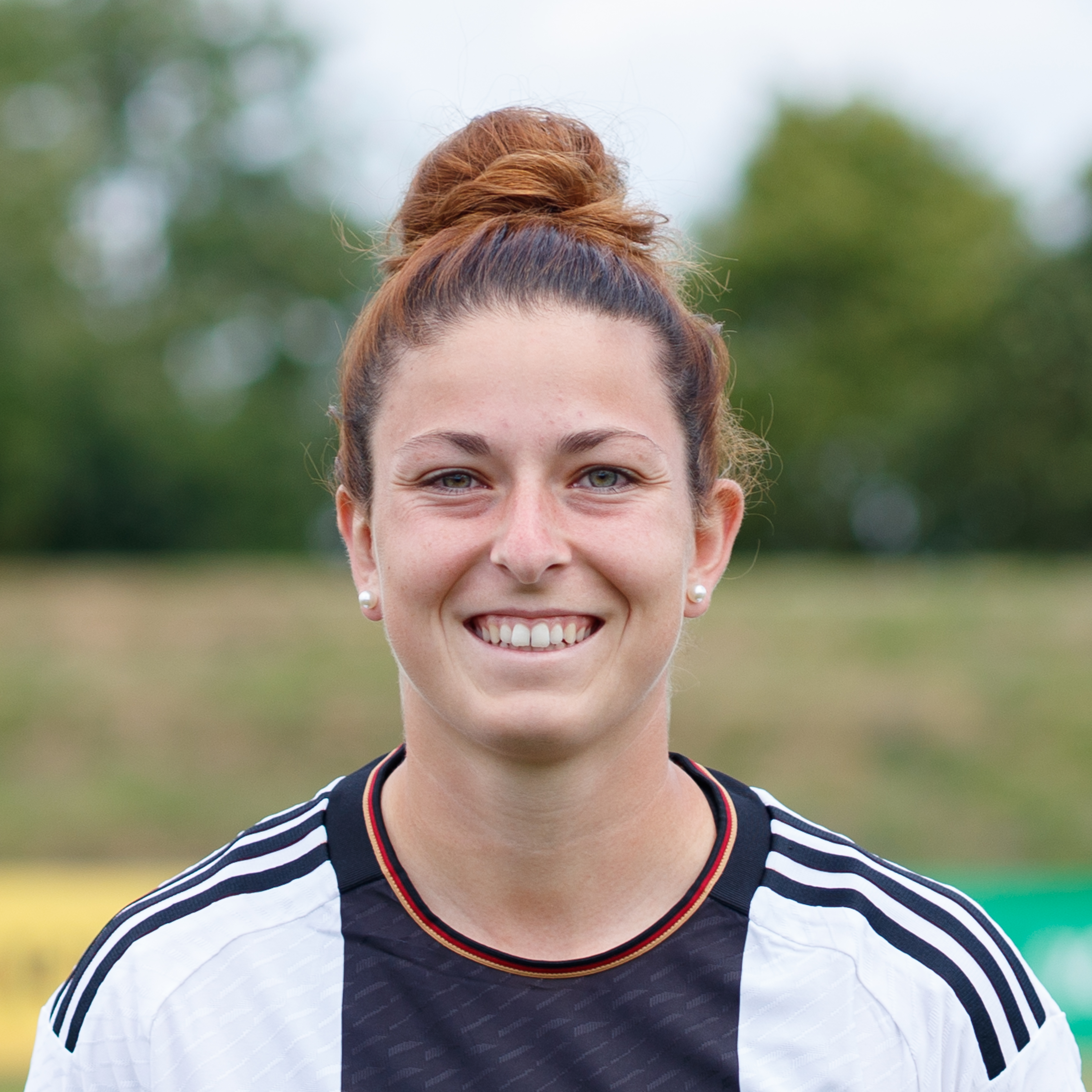
Chantal Hagel (* 1998)

- Hagel, Christoph (* 1959), deutscher Dirigent und Opernregisseur
- Hagel, Chuck (* 1946), US-amerikanischer Politiker
- Hagel, Eugen (1884–1953), deutscher Politiker
- Hagel, Georg (* 1968), deutscher Organist
- Hagel, Hans (1888–1942), rumänischer Mundartforscher, Volkskundler, Chefredakteur und Publizist
- Hagel, Joachim (* 1961), deutscher Ordensgeistlicher und katholischer Theologe
- Hagel, Johnny (* 1968), schwedischer Bassist, Keyboarder und Musikproduzent
- Hagel, Manuel (* 1988), deutscher Politiker (CDU), MdL
- Hagel, Maurus (1780–1842), bayerischer Benediktinermönch und katholischer Theologe
- Hagel, Natalie (* 1985), deutsche Handballspielerin
- Hagel, Otto (1909–1973), deutschstämmiger amerikanischer Fotograf und Filmemacher
- Hagel, Richard (1872–1941), deutscher Geiger und Dirigent
- Hagelauer, Richard (* 1951), deutsch-österreichischer Elektrotechniker
- Hagelberg, Karl-Ulrich (1909–2004), deutscher Politiker (CDU), MdL
- Hägele, Andreas (1960–2018), deutscher Fußballspieler
- Hagele, Cornelia (* 1975), österreichische Politikerin (ÖVP), Landtagsabgeordnete in Tirol
- Hägele, Daniel (* 1989), deutscher Fußballspieler
- Hägele, Gregor (* 2000), deutscher Popsänger
- Hägele, Günter (* 1954), deutscher Bibliothekar
- Hägele, Hans (1940–2010), deutscher Fußballspieler
- Hägele, Horst (* 1946), deutscher Fußballspieler
- Hägele, Jochen (* 1975), deutscher Schauspieler
- Hägele, Karl (1902–1949), deutscher Jurist und Politiker (DDP, NSDAP)
- Hägele, Karolin (* 1963), deutsche Malerin
- Hägele, Martin (* 1951), deutscher Sportjournalist und Fernost-Fußballspezialist
- Hägele, Martin (* 1956), deutscher Fußballspieler und -trainer
- Hägele, Peter C. (* 1941), deutscher Physiker
- Hageleit, Jochen (1939–2010), deutscher Sportreporter
- Hagelgans, Michael Christoph Emanuel († 1766), deutscher Maler
- Hägeli, Philipp (* 1979), Schweizer Musicaldarsteller
- Hagelin, Albert Viljam (1881–1946), norwegischer Kollaborateur, Minister in der Quisling-Regierung (1940–1944)Albert Viljam Hagelin (1881–1946)

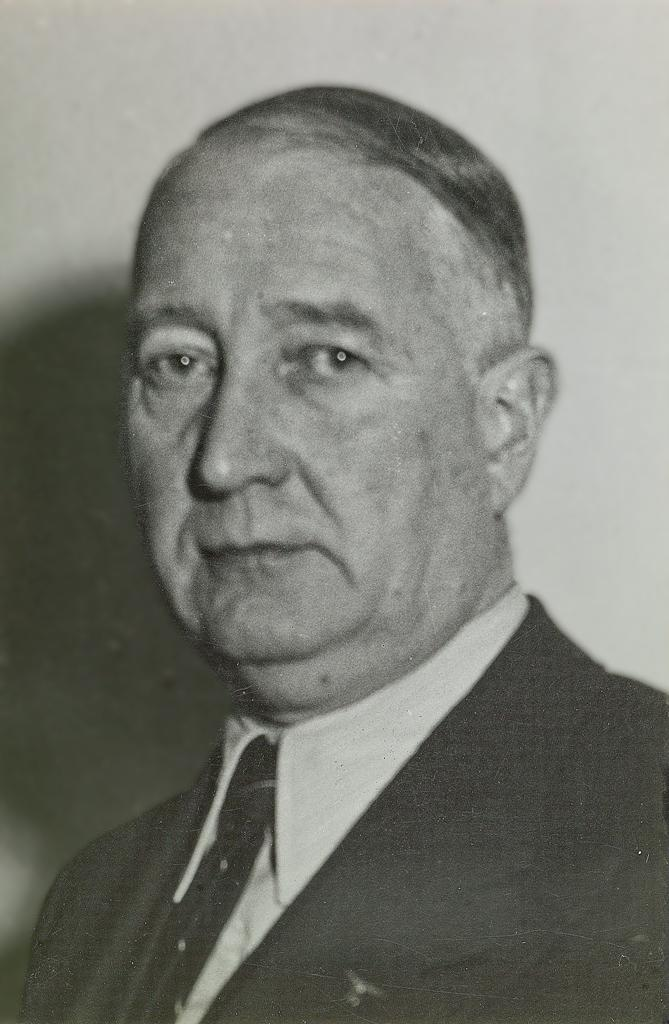
Albert Viljam Hagelin (1881–1946)

- Hagelin, Boris (1892–1983), schwedischer Unternehmer und Kryptograph
- Hagelin, Carl (* 1988), schwedischer Eishockeyspieler
- Hagelin, Dagmar (* 1959), argentinisch-schwedisches Mordopfer
- Hagelin, Karl Wilhelm (1860–1955), schwedischer Ingenieur
- Hagelin, Markus (* 1989), schwedischer Handballspieler
- Hagelstange, Alfred (1874–1914), deutscher Kunsthistoriker
- Hagelstange, Rudolf (1912–1984), deutscher Schriftsteller
- Hagelstein, Alfred (1897–1956), deutscher Unternehmer und Politiker (CDU), MdL
- Hagelstein, Dirk Gene (* 1967), deutscher Politiker (SPD)
- Hagelstein, Johann Matthias (1706–1758), deutscher Orgelbauer (Lüneburg)
- Hagelstein, Peter (* 1954), US-amerikanischer Elektrotechniker und Physiker
- Hagelstein, Poul (1825–1868), dänischer Porträt- und Genremaler
- Hagelweide, Gert (* 1936), deutscher Bibliothekar und Publizistikwissenschaftler

#### Hagem
- Hageman, Dan (* 1976), US-amerikanischer Drehbuchautor und Fernsehproduzent
- Hageman, Eduard (1749–1827), niederländischer Rechtswissenschaftler
- Hageman, Harriet (* 1962), US-amerikanische Politikerin der Republikanischen Partei
- Hageman, Kevin (* 1974), US-amerikanischer Drehbuchautor und Fernsehproduzent
- Hageman, Madelief (* 2003), niederländische Tennisspielerin
- Hageman, Ra’Shede (* 1990), US-amerikanischer American-Football-Spieler
- Hageman, Victor Charles (1868–1938), belgischer Genre- und Porträtmaler
- Hagemann, Achim (* 1965), deutscher Komponist und PianistAchim Hagemann (* 1965)

Achim Hagemann (* 1965)

- Hagemann, Adolf (1855–1908), deutscher Stadtdirektor
- Hagemann, Albrecht (* 1954), deutscher Historiker und Gymnasiallehrer
- Hagemann, Alfred (* 1975), deutscher Kunsthistoriker
- Hagemann, Andreas Wilhelm (1696–1773), deutscher lutherischer Geistlicher, Prediger in Hann. Münden und Superintendent in Hardegsen
- Hagemann, Andreas Wilhelm (1745–1824), deutscher lutherischer Theologe, Pastor in Alterode und in Hannover
- Hagemann, Anna (1919–2008), deutsche Diskuswerferin
- Hagemann, August (1850–1939), deutscher Politiker der Deutschen Volkspartei (DVP)
- Hagemann, August Josef (1875–1950), deutscher Arbeiter- und Gewerkschaftssekretär sowie Politiker (Zentrum), MdR
- Hagemann, Bernhard (* 1956), deutscher Fotograf und Schriftsteller
- Hagemann, Carl (1821–1878), Landtagsabgeordneter Waldeck
- Hagemann, Carl (1867–1940), deutscher Chemiker, Industriemanager, Kunstsammler und Mäzen
- Hagemann, Carl (1871–1945), deutscher Theaterdirektor und Theaterwissenschaftler
- Hagemann, Carl Friedrich (1772–1806), deutscher Bildhauer
- Hagemann, Carl Friedrich Leopold († 1868), deutscher Baumeister und Architekt
- Hagemann, Christian (* 1974), belgischer Handballspieler
- Hagemann, Christiane (* 1974), deutsche Schauspielerin
- Hagemann, Conrad Julius (1637–1684), deutscher Jurist und Bürgermeister von Hannover
- Hagemann, Eberhard (1880–1958), deutscher Rechtsanwalt, Oberpräsident der Provinz Hannover und Landgerichtspräsident in Verden
- Hagemann, Erich (1875–1936), deutscher Vogelkundler und Algenforscher
- Hagemann, Ernst, deutscher Verwaltungsbeamter, Königlich Hannoverscher Amtmann, Regierungsrat und Domherr zu Bardowick
- Hagemann, Ernst (1899–1978), deutscher Landschaftsgestalter und Anthroposoph
- Hagemann, Frank (* 1968), deutscher Offizier und Militärhistoriker
- Hagemann, Franz (1798–1858), Justizrat in und Ehrenbürger von Hildesheim
- Hagemann, Franziska (* 1989), deutsche Fußballspielerin
- Hagemann, Friedrich (1832–1894), deutscher Verwaltungsjurist
- Hagemann, Friedrich Gustav (* 1760), deutscher Schauspieler und Dramaturg
- Hagemann, Georg (1832–1903), deutscher Philosoph
- Hägemann, Georg (1844–1892), deutscher Architekt
- Hagemann, Gert-Johannes (* 1958), deutscher BrigadegeneralGert-Johannes Hagemann (* 1958)

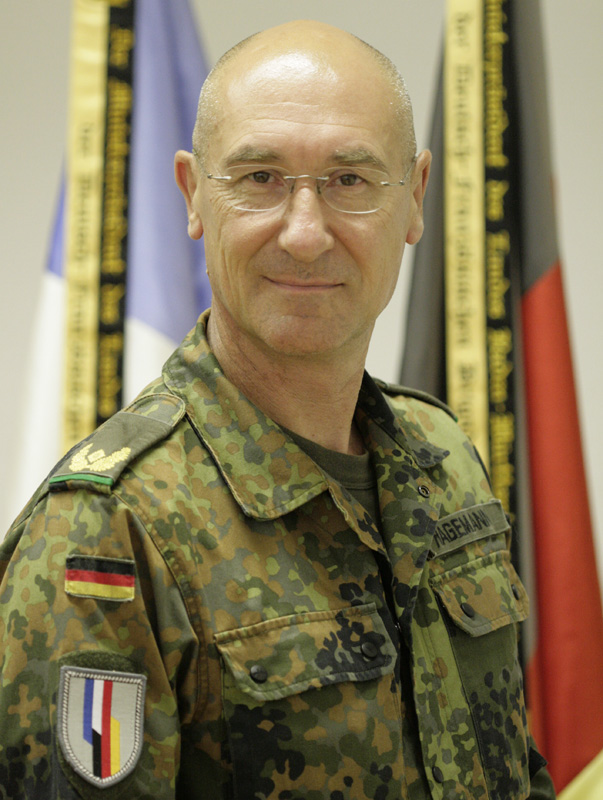
Gert-Johannes Hagemann (* 1958)

- Hagemann, Gottfried (1864–1918), deutscher Verwaltungsbeamter
- Hagemann, Gustav (1891–1982), deutscher Maler und Landschaftsmaler Plastiker
- Hagemann, Hans (1901–1948), deutscher Kaufmann, Oberbürgermeister von Waldenburg
- Hagemann, Hans-Rudolf (1927–2018), Schweizer Rechtshistoriker und Verleger
- Hagemann, Harald (* 1947), deutscher Wirtschafts- und Sozialwissenschaftler
- Hagemann, Heinrich (1921–2006), deutscher Politiker (CDU), MdL
- Hagemann, Henry (1910–1964), dänischer Jazzmusiker (Tenorsaxophon, Arrangement)
- Hagemann, Horst (* 1924), deutscher Politiker (SED), Oberbürgermeister von Greifswald
- Hagemann, Johann Thomas (1771–1853), deutscher Kupferstecher
- Hagemann, Karen (* 1955), deutsche Historikerin
- Hagemann, Karin (* 1949), deutsche Politikerin (Die Grünen), MdL
- Hagemann, Karl (1891–1972), deutscher Verlagsleiter und Politiker (SED), stellvertretender Kulturminister der DDR
- Hagemann, Karl (1941–2019), deutscher Politiker (CDU), Zahnarzt, Volkskammerabgeordneter
- Hagemann, Karl (* 1953), deutscher Journalist und Buchautor
- Hagemann, Karl-Heinz (1945–2023), deutscher Brigadegeneral der Bundeswehr
- Hagemann, Karola (* 1961), deutsche Autorin und Diplom-Pädagogin
- Hagemann, Klaus (* 1947), deutscher Politiker (SPD), MdB
- Hagemann, Kurt, deutscher Fußballspieler
- Hagemann, Laurentius (1692–1762), deutscher lutherischer Theologe, geistliches Mitglied des Konsistoriums in Hannover und Generalsuperintendent der Generaldiözesen Hoya-Diepholz und Calenberg
- Hagemann, Ludwig (1784–1872), Verwaltungsjurist, Politiker
- Hagemann, Ludwig (1859–1941), deutscher katholischer Pfarrer und Lokalhistoriker
- Hagemann, Ludwig (* 1947), deutscher Religionswissenschaftler
- Hagemann, Marco (* 1976), deutscher Fußballkommentator
- Hagemann, Marianne (* 1942), deutsche Malerin und Zeichnerin
- Hagemann, Max (1883–1968), erster Präsident des deutschen Bundeskriminalamtes
- Hagemann, Max (1918–1964), Schweizer Jurist, Staatsrechtler, Autor und Zeitungsverleger
- Hagemann, Mechtild (* 1961), deutsche Badmintonspielerin
- Hagemann, Oskar (1862–1926), deutscher Tierarzt und Hochschullehrer
- Hagemann, Oskar (1888–1984), deutscher Maler
- Hagemann, Otto (1872–1953), deutscher Politiker (FDP), MdL
- Hagemann, Otto (1884–1974), deutscher Architekturfotograf
- Hagemann, Paul (1852–1912), deutscher Jurist und Politiker (NLP), MdR
- Hagemann, Richard (1882–1966), niederländischer, später US-amerikanischer Musiker
- Hagemann, Rudolf (1837–1906), deutscher Jurist
- Hagemann, Rudolf (1876–1945), deutscher Reichsgerichtsrat
- Hagemann, Rudolf (1931–2025), deutscher Genetiker und Hochschullehrer
- Hagemann, Steffen (* 1978), deutscher Politikwissenschaftler
- Hagemann, Susanne (* 1961), deutsche Übersetzungswissenschaftlerin
- Hagemann, Theodor (1761–1827), deutscher Jurist
- Hagemann, Theophilus Andreas (1661–1742), deutscher lutherischer Geistlicher, Prediger in Einbeck und Superintendent in Hann. Münden
- Hagemann, Tile († 1592), deutscher Kaufmann, Leinenhändler, Ratsherr, Richter, Kämmerer und Autor in Uelzen
- Hagemann, Walter (1900–1964), deutscher Zeitungswissenschaftler
- Hagemann, Werner (1881–1960), deutscher Ministerialbeamter
- Hagemann, Wilhelm (1899–1973), deutscher Schachkomponist
- Hagemann, Wilhelm (* 1939), deutscher Lehrer und Hochschullehrer für Medienpädagogik
- Hagemann, Wolf (1898–1983), deutscher Offizier, zuletzt Generalleutnant im Zweiten Weltkrieg
- Hagemann, Wolfgang (1911–1978), deutscher Historiker
- Hagemann, Wolfgang (1929–2021), deutscher Botaniker
- Hagemann, Wolfgang (* 1951), deutscher Fußballspieler
- Hagemann-White, Carol (* 1942), US-amerikanisch-deutsche Soziologin
- Hagemans, Maurice (1852–1917), belgischer Maler und Aquarellist
- Hagemeier genannt von Niebelschütz, Albert (1805–1880), preußischer Generalleutnant und zuletzt Inspekteur der 1. Artillerie-Inspektion
- Hagemeier, Daniel (* 1970), deutscher Politiker (CDU), MdL
- Hagemeijer, Diederick (* 1988), niederländischer Eishockeyspieler
- Hagemeister, Alexis von (* 1926), deutscher Schauspieler
- Hagemeister, August (1879–1923), deutscher Politiker (SPD/USPD/KPD), MdL Bayern
- Hagemeister, Emanuel Friedrich (1764–1819), deutscher Rechtswissenschaftler und Oberappellationsrat
- Hagemeister, Erich (1878–1958), deutscher Schriftsteller, Dramaturg und Dramatiker
- Hagemeister, Friedrich (1863–1930), deutscher Politiker (DDP)
- Hagemeister, Heinrich (1549–1616), Bürgermeister von Stralsund
- Hagemeister, Heinrich von (1784–1845), deutsch-baltischer Autor und Hofrat
- Hagemeister, Johann Carl Heinrich (1796–1860), deutscher Jurist und Bürgermeister von Stralsund
- Hagemeister, Johann Gottfried (1762–1806), deutscher Schauspieler, Dichter, Publizist und Lehrer
- Hagemeister, Johannes (1502–1569), deutscher Theologe der Reformationszeit in Pommern
- Hagemeister, Julius von (1806–1878), deutschbaltisch-russischer Ökonom
- Hagemeister, Karl (1848–1933), deutscher impressionistischer MalerKarl Hagemeister (1848–1933)

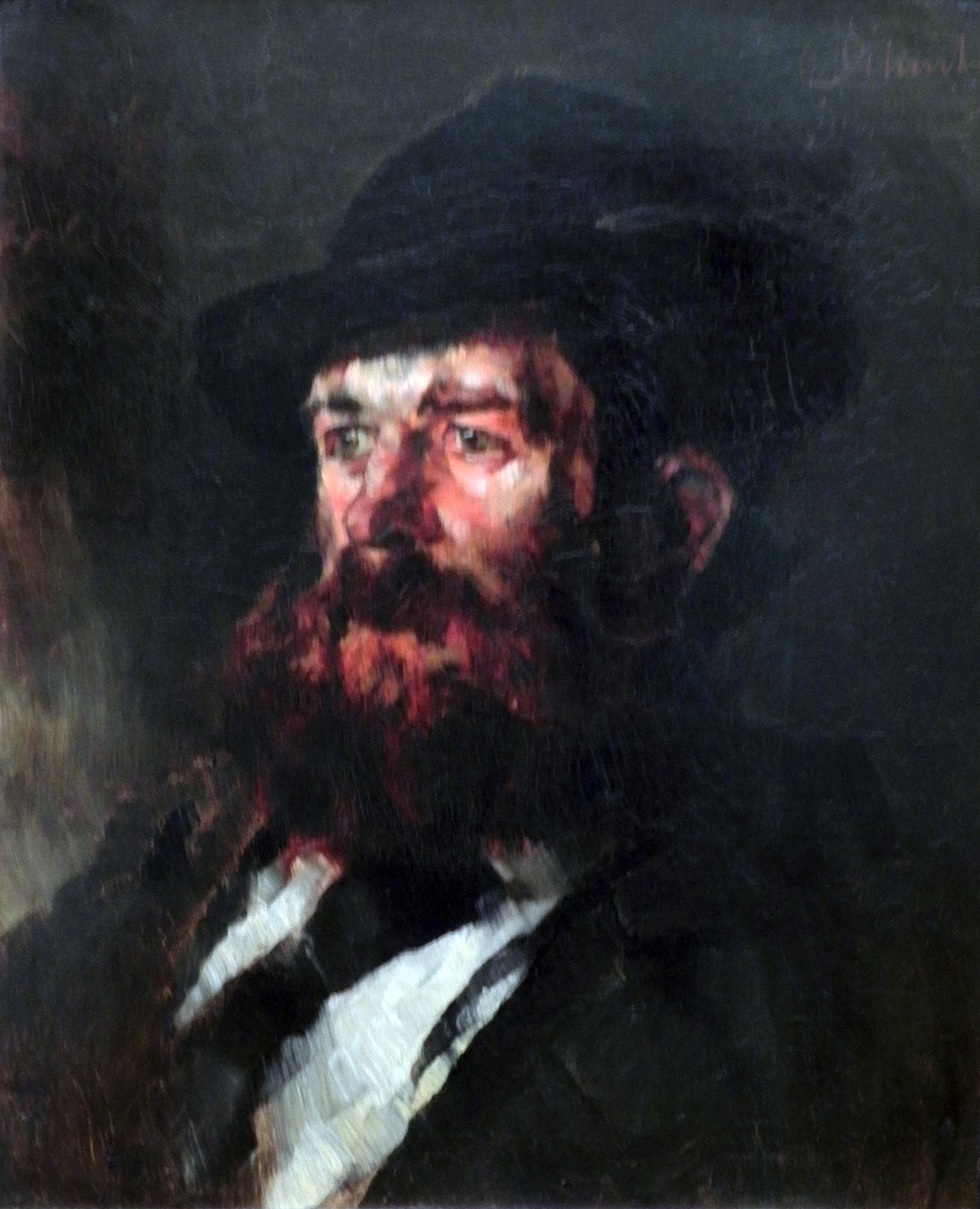
Karl Hagemeister (1848–1933)

- Hagemeister, Ludwig von (1780–1834), deutschbaltischer Forschungsreisender
- Hagemeister, Michael (* 1951), deutscher Historiker und Slawist
- Hagemeister, Paul (1868–1941), Bürgermeister in Suhl/Thüringen, Regierungspräsident in Minden
- Hagemeister, Robert Eduard von (1827–1902), deutscher Verwaltungsjurist und Politiker
- Hagemeister, Theis (* 1997), deutscher Ruderer
- Hagemes, Uwe (* 1968), deutscher Fußballspieler
- Hagemeyer, Hans (1899–1993), deutscher Politiker (NSDAP), MdR, enger Mitarbeiter Alfred Rosenbergs
- Hagemeyer, Katharina (1908–2020), deutsche Supercentenarian
- Hagemeyer, Maria Johanna (1896–1991), deutsche Juristin und die erste Richterin Deutschlands
- Hagemoen, Jenny Synnøve (* 1993), norwegische Skispringerin
- Hagemoen, Leif Marius (* 1995), norwegischer Skispringer
- Hagemoen, Mark (* 1961), kanadischer Geistlicher, römisch-katholischer Bischof von Saskatoon
- Hagemoser, Max (* 2003), deutscher Fußballspieler

#### Hagen
- Hagen gen. Geist, Bernd von († 1642), dänischer Oberst und brandenburgischer Diplomat
- Hagen von Hagenfels, Erhard (1786–1868), Bürgermeister von Bayreuth
- Hagen, Adolf (1851–1926), deutscher Komponist und Kapellmeister
- Hagen, Adolf Hermann Wilhelm (1820–1894), deutscher Beamter und Politiker (DFP), MdR
- Hagen, Albert (1902–1962), Schweizer Musiker und Komponist
- Hagen, Albrecht von (1904–1944), deutscher Jurist und Widerstandskämpfer
- Hagen, Alexander (1827–1869), deutsch-baltischer Maler
- Hagen, Alexander (* 1955), deutscher Segler
- Hagen, Alwin von (1854–1920), deutscher Verwaltungsjurist
- Hagen, Angelika, österreichische Ethnologin, Sozialwissenschafterin und Musikerin
- Hagen, Anne Julia (* 1990), deutsche Schönheitskönigin
- Hagen, Antje (* 1938), deutsche Theater- und FilmschauspielerinAntje Hagen (* 1938)

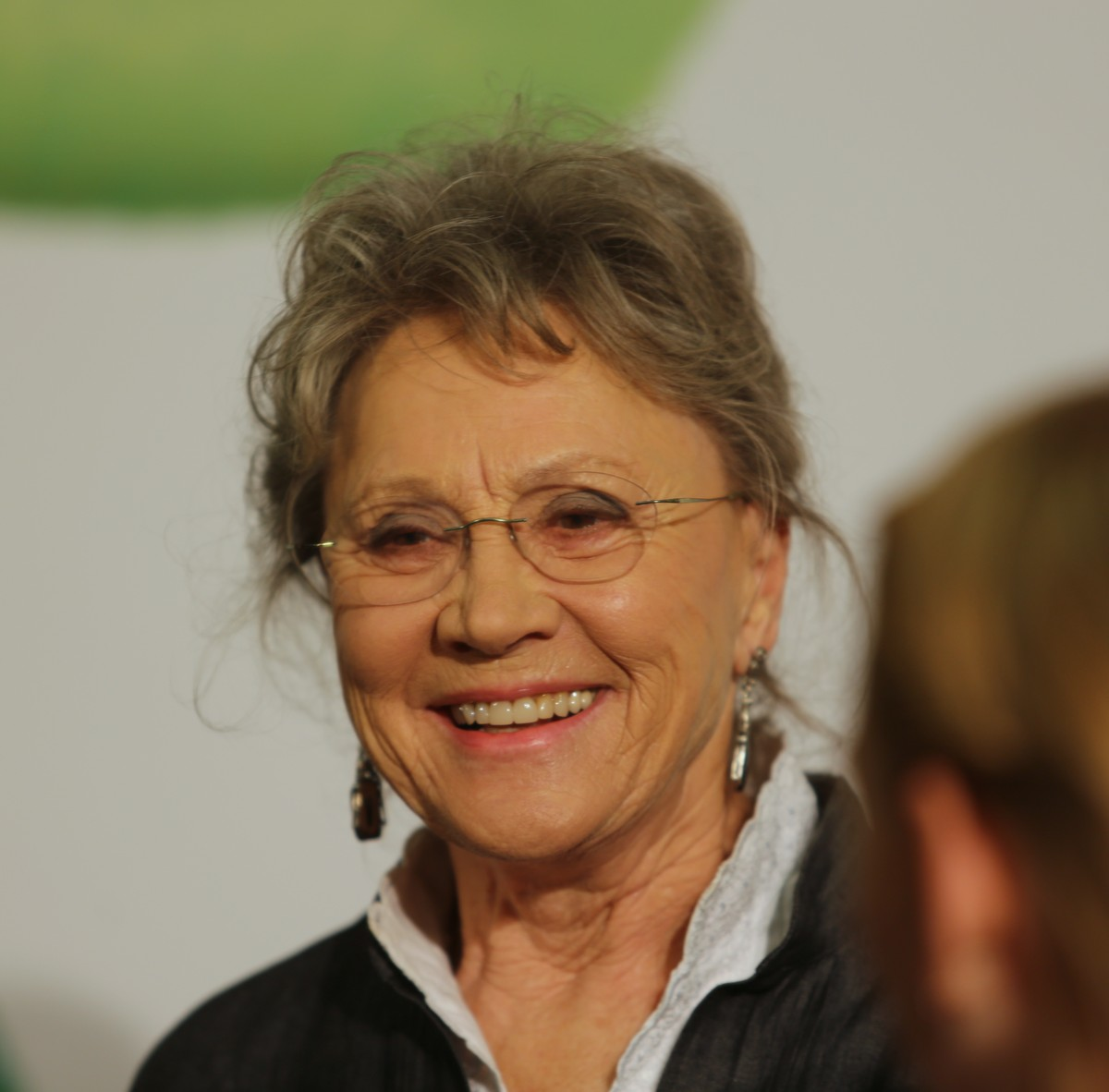
Antje Hagen (* 1938)

- Hagen, Anton (1868–1952), deutscher Politiker (SPD, ASPD)
- Hagen, Anton August von (1702–1758), königlich-polnischer und kurfürstlich-sächsischer Kammerherr
- Hagen, Ask van der (* 1996), norwegischer Schauspieler und Kinderdarsteller
- Hagen, August (1797–1880), preußischer Kunstschriftsteller und Novellist
- Hagen, August (1834–1910), deutscher Richter und Abgeordneter
- Hagen, August (* 1843), deutscher Schulleiter und Politiker (NLP), MdR
- Hagen, August (1875–1944), deutscher Bildhauer und Maler
- Hagen, August (1889–1963), deutscher katholischer Geistlicher und Theologe
- Hagen, August Matthias (1794–1878), deutschbaltischer Maler und Graphiker
- Hagen, Axel (* 1963), deutscher Jazzmusiker (Gitarre, Arrangement)
- Hagen, Bastian (* 1991), deutscher Theater- und Filmschauspieler
- Hagen, Beatrice (1899–1987), US-amerikanische Mathematikerin und Hochschullehrerin
- Hagen, Bernhard (1853–1919), deutscher Arzt, Forschungsreisender, Anthropologe und Ethnologe
- Hagen, Bernhard Joachim (1720–1787), deutscher Komponist und Lautenist
- Hagen, Bernhard von († 1556), Priester und Generalvikar in Köln
- Hagen, Betty-Jean (1930–2016), kanadische Geigerin und Musikpädagogin
- Hagen, Birgit (* 1957), deutsche Hockeyspielerin
- Hagen, Bjørn (* 1960), norwegischer Eisschnellläufer
- Hagen, Blanca von (1836–1881), deutsche Porträt- und Genremalerin
- Hagen, Britt (* 1944), deutsche Schlagersängerin
- Hagen, Busso von (1665–1734), braunschweigisch-kaiserlicher General
- Hagen, Carl (1856–1938), deutscher Bankier und MäzenCarl Hagen (1856–1938)

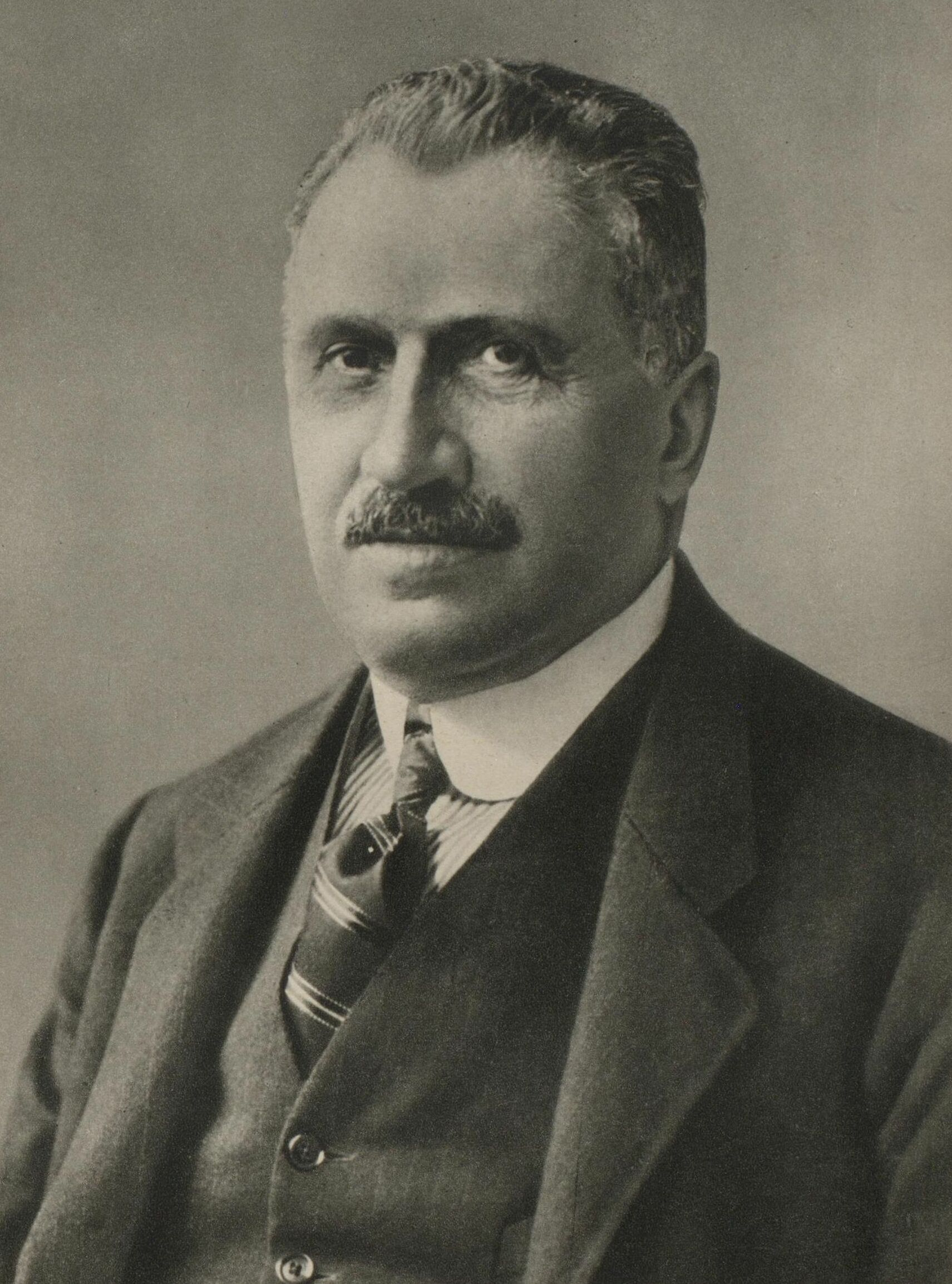
Carl Hagen (1856–1938)

- Hagen, Carl Albert (1839–1910), preußischer Landrat
- Hagen, Carl Ernst von (1749–1810), Landrat von Halberstadt, Offizier
- Hagen, Carl Fredrik (* 1991), norwegischer Radrennfahrer und Triathlet
- Hagen, Carl Heinrich (1785–1856), Jurist, Nationalökonom, Regierungsrat
- Hagen, Carl I. (* 1944), norwegischer Politiker, Mitglied des Storting
- Hagen, Carl R. (* 1937), US-amerikanischer Physiker
- Hagen, Carl von (1780–1837), preußischer Major, Kommunalpolitiker und Landrat
- Hagen, Carla (1927–2020), deutsche Bühnen- und Filmschauspielerin
- Hagen, Cecilia (* 1946), schwedische Journalistin und Schriftstellerin
- Hagen, Christoph (* 1968), österreichischer Politiker (FPÖ, BZÖ, TS), Abgeordneter zum Nationalrat, Bundesrat
- Hagen, Christoph Friedrich Wilhelm vom (1754–1813), preußischer Geheimer Oberfinanzrat
- Hagen, Christoph von (1538–1572), deutscher Landrat
- Hagen, Christoph von († 1635), deutscher Jurist und Hofrat
- Hagen, Clemens (* 1966), österreichischer Cellist
- Hagen, Cosma Shiva (* 1981), deutsch-amerikanische Schauspielerin und SynchronsprecherinCosma Shiva Hagen (* 1981)

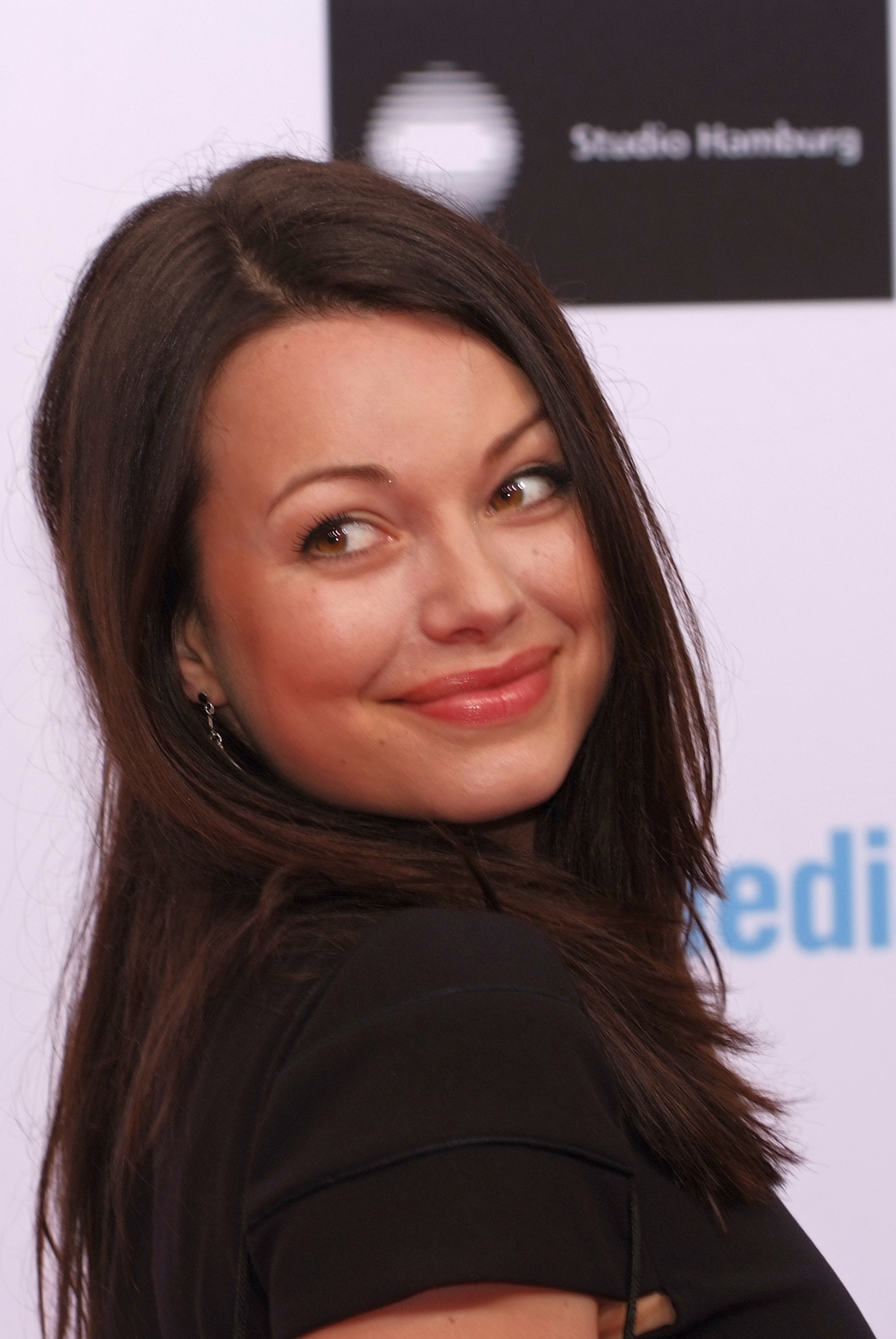
Cosma Shiva Hagen (* 1981)

- Hagen, Curt von (1859–1897), deutscher Kolonist und Verwaltungsbeamter in Deutsch-Neuguinea
- Hagen, Daniel, US-amerikanischer Schauspieler und Drehbuchautor
- Hagen, Earle (1919–2008), US-amerikanischer Filmkomponist
- Hagen, Eberhard von (1936–2023), deutscher Biologe
- Hagen, Eduard von (1834–1909), deutscher Kunst- und Kirchenmaler
- Hagen, Edvald Boasson (* 1987), norwegischer Radrennfahrer
- Hagen, Edward (1908–1963), US-amerikanischer Handballspieler
- Hagen, Ellen (1873–1967), schwedische Frauenrechtlerin, Politikerin und Autorin
- Hagen, Emmi (1918–1968), deutsche Medizinerin
- Hagen, Erich (1936–1978), deutscher Radrennfahrer
- Hagen, Erik (* 1975), norwegischer Fußballspieler
- Hagen, Ernst (1906–1984), österreichischer Autor und Schauspieler
- Hagen, Ernst (* 1952), österreichischer Politiker (FPÖ), Landtagsabgeordneter
- Hagen, Ernst Bessel (1851–1923), deutscher Physiker
- Hagen, Eva-Maria (1934–2022), deutsche Schauspielerin, Synchronsprecherin, Sängerin, Malerin und AutorinEva-Maria Hagen (1934–2022)

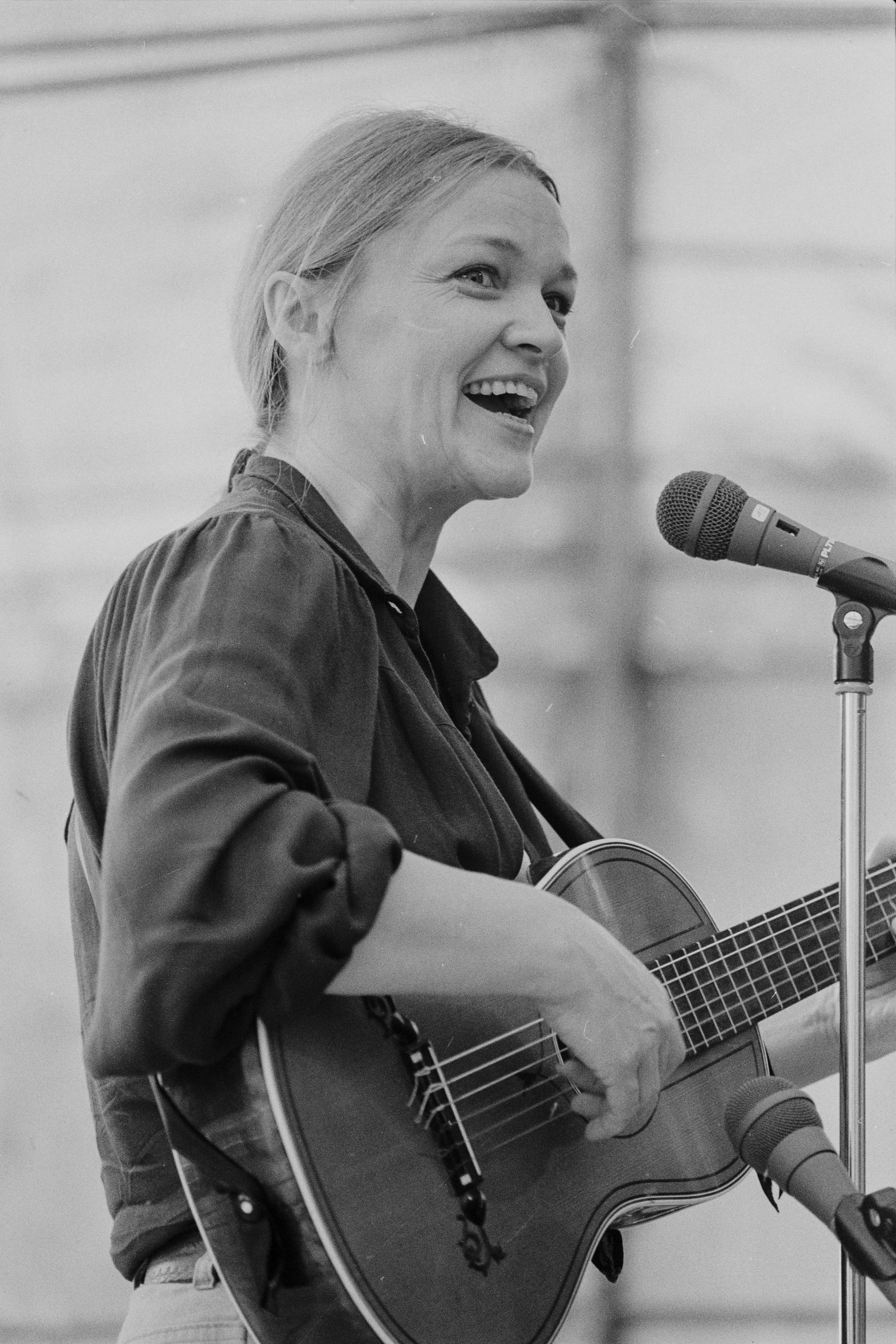
Eva-Maria Hagen (1934–2022)

- Hagen, Ferdinand von (1800–1874), deutscher Oberforstmeister
- Hagen, Franz (1871–1953), deutscher Architekt und Zeitungsverleger
- Hagen, Friedel von (1954–2015), deutscher DJ und Musik-Produzent
- Hagen, Friedrich (1903–1979), deutscher Dichter, Essayist und Übersetzer
- Hagen, Friedrich Heinrich von der (1780–1856), deutscher Germanist, Mediävist und Hochschullehrer
- Hagen, Friedrich II. von († 1531), deutscher Hofmeister und Amtmann in Kurtrier
- Hagen, Friedrich von (1801–1880), deutscher Forstmann
- Hagen, Friedrich von dem (1846–1926), preußischer Generalleutnant
- Hagen, Friedrich Wilhelm (1767–1837), deutscher Autor, Stadtpfarrer, Dekan und Distriktsschulinspektor
- Hagen, Friedrich Wilhelm junior (1814–1888), deutscher Arzt
- Hagen, Frode (* 1974), norwegischer Handballspieler
- Hagen, Georg (1887–1958), deutscher Politiker (SPD), MdL
- Hagen, Georg (1889–1962), deutscher Jurist, nationalsozialistischer Politiker
- Hagen, Georg (* 1919), deutscher Fußballspieler
- Hagen, Gotthilf (1797–1884), deutscher Wasserbauingenieur, preußischer Baubeamter und Hochschullehrer
- Hagen, Gottlieb von (1595–1658), deutscher Verwaltungsjurist und Diplomat
- Hagen, Hans (1894–1957), deutscher Fußballspieler
- Hagen, Hans (1915–1979), österreichischer Kapellmeister, Orchestermusiker, Dirigent, Komponist und Filmkomponist
- Hagen, Hans (1927–1993), Schweizer Fussballspieler
- Hagen, Hans Joachim von (1646–1701), preußischer Generalmajor
- Hagen, Hans von (1775–1851), preußischer Generalmajor
- Hagen, Hans Wilhelm (1907–1969), deutscher Journalist und Kulturfunktionär der NSDAP
- Hagen, Hans Wilhelm von (1830–1892), preußischer Landrat
- Hagen, Harald (1902–1972), norwegischer Segler
- Hagen, Harlan (1914–1990), US-amerikanischer Politiker
- Hagen, Harold (1901–1957), US-amerikanischer Politiker
- Hagen, Hartmann von (1835–1899), preußischer Generalleutnant und Gouverneur von Thorn
- Hagen, Heike (* 1970), deutsche Hörspiel- und Synchronsprecherin, Sängerin und Musikproduzentin
- Hagen, Heinrich (1839–1914), deutscher Richter und Politiker, MdL
- Hagen, Heinrich (1857–1929), deutscher Landrat und Abgeordneter des Provinziallandtages der Provinz Hessen-Nassau
- Hagen, Heinrich (* 1935), deutscher Leichtathlet
- Hagen, Heinrich IV. von (1480–1547), Amtmann in Kurtrier
- Hagen, Heinrich Richard von (1655–1729), Gesandter zu den Reichstagen zu Regensburg
- Hagen, Heinrich von (1831–1905), preußischer Generalleutnant
- Hagen, Heinrich-Otto von (1933–2025), deutscher Zoologe und Hochschullehrer
- Hagen, Henning († 1504), deutscher Benediktinermönch und spätmittelalterlicher Historiker
- Hagen, Herbert (1913–1999), deutscher SS-Sturmbannführer, Leiter des Judenreferats im SD-HauptamtHerbert Hagen (1913–1999)

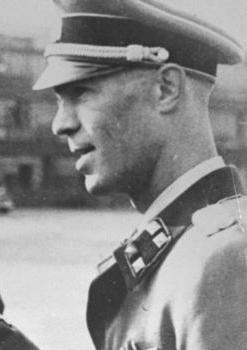
Herbert Hagen (1913–1999)

- Hagen, Hermann (1844–1898), deutsch-schweizerischer Klassischer Philologe
- Hagen, Hermann (1889–1976), deutscher Geograph
- Hagen, Hermann (1898–1980), deutscher Kommunalpolitiker
- Hagen, Hermann (1906–1992), österreichischer Politiker (ÖVP), Landtagsabgeordneter zum Vorarlberger Landtag
- Hagen, Hermann August (1817–1893), deutscher Entomologe und Hochschullehrer in Harvard
- Hagen, Hermann von († 1570), deutscher lutherischer Theologe
- Hagen, Hertha von (1876–1962), österreichische Theater- und Filmschauspielerin
- Hagen, Hilmar vom (1835–1900), preußischer Rittergutsbesitzer, Hofbeamter und Parlamentarier
- Hagen, Holger (1915–1996), deutscher Schauspieler und SynchronsprecherHolger Hagen (1915–1996)

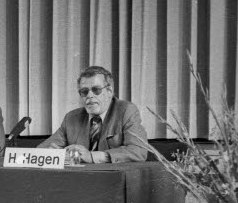
Holger Hagen (1915–1996)

- Hagen, Horst (1934–2019), deutscher Jurist, Vizepräsident des Bundesgerichtshofs
- Hagen, Horst (* 1950), deutscher Volleyballspieler
- Hagen, Hugo (1818–1871), deutscher Bildhauer
- Hagen, Hugo vom (1856–1913), deutscher Offizier und Luftbildfotograf
- Hagen, Hugo von (1835–1911), preußischer Generalmajor
- Hagen, Ida Marie (* 2000), norwegische Nordische Kombiniererin
- Hagen, Ingo von (1940–2017), deutscher Metallurg
- Hagen, James A. (* 1933), amerikanischer Regierungsbediensteter und Eisenbahnmanager
- Hagen, Javier (* 1971), Schweizer Sänger (Tenor) und Komponist
- Hagen, Jean (1923–1977), US-amerikanische SchauspielerinJean Hagen (1923–1977)

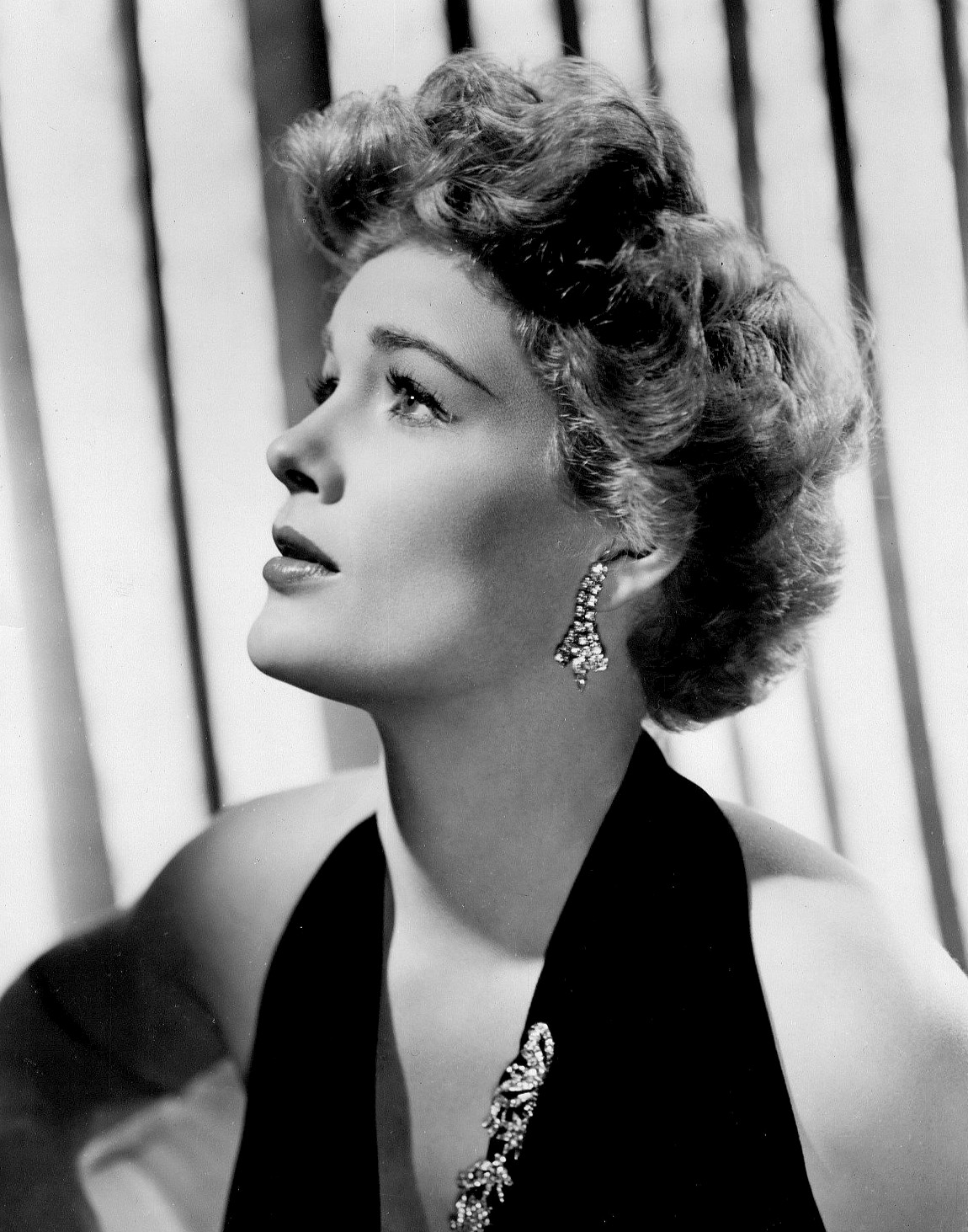
Jean Hagen (1923–1977)

- Hagen, Jens (1944–2004), deutscher Fotograf, Journalist und Autor
- Hagen, Jens von (1888–1964), deutscher Opernsänger und Schauspieler bei Bühne und Film
- Hagen, Joanna (* 1971), deutsche Kommunalpolitikerin
- Hagen, Johann Adam von (1595–1655), kurtrierischer Amtmann
- Hagen, Johann Bernhard von (1583–1635), kurtrierischer Amtmann
- Hagen, Johann Georg (1847–1930), österreichischer Jesuit und Astronom
- Hagen, Johann Hugo I. von (1678–1735), deutscher römisch-katholischer Geistlicher und Dompropst
- Hagen, Johann Hugo II. von (1707–1791), österreichischer Staatsmann und Diplomat
- Hagen, Johann Josef (* 1943), österreichischer Rechtswissenschaftler
- Hagen, Johann Nikolaus II. von († 1633), kaiserlicher Obrist
- Hagen, Johann Nikolaus von (1559–1622), Hofmeister in Saarbrücken und kurtrierischer Amtmann
- Hagen, Johann Philipp (1734–1792), deutscher Chirurg, Geburtshelfer und Hochschullehrer
- Hagen, Johann Wilhelm von (1673–1750), deutscher kaiserlicher Reichshofrat
- Hagen, Josefin (* 1982), deutsche Schauspielerin, Sängerin und Synchronsprecherin
- Hagen, Julia (* 1995), österreichische Cellistin
- Hagen, Jürgen von (* 1955), deutscher Ökonom und Professor an der Universität Bonn
- Hagen, Justus Dietrich von (1811–1866), königlich preußischer Landforstmeister
- Hagen, Karl (1810–1868), deutsch-schweizerischer Historiker, Abgeordneter der Frankfurter Nationalversammlung
- Hagen, Karl (1867–1941), deutscher Komponist und Obermusikmeister
- Hagen, Karl Emmerich I. von (1690–1733), deutscher römisch-katholischer Geistlicher, Domherr in Eichstätt und Regensburg, kursächsischer Kammerherr
- Hagen, Karl Emmerich II. von (1711–1779), Amtmann in Kurtrier, Domherr in Trier und Archidiakon
- Hagen, Karl Ferdinand von († 1759), preußischer Generalmajor und Chef des Infanterie-Regiments Nr. 8
- Hagen, Karl Gottfried (1749–1829), deutscher Universalgelehrter
- Hagen, Karl Hubert (1936–2023), deutscher Landwirt und Lokalpolitiker in Bergisch Gladbach
- Hagen, Karl-Heinz (1919–1994), deutscher Journalist
- Hagen, Kaspar (1820–1885), österreichischer Arzt und Mundartdichter (alemannisch)
- Hagen, Kathrin ten (* 1982), deutsche Violinistin
- Hagen, Kevin (1928–2005), US-amerikanischer Schauspieler
- Hagen, Klaus, deutscher Hockeyspieler
- Hagen, Kurt (1884–1945), deutscher Schauspieler bei Bühne und Film
- Hagen, Lorenz (1885–1965), deutscher Gewerkschafter und Politiker (SPD), MdL
- Hagen, Louis (1855–1932), deutscher Bankier
- Hagen, Louis (1916–2000), deutsch-britischer Autor und Filmproduzent
- Hagen, Ludwig (1829–1892), deutscher Wasserbauingenieur, preußischer Baubeamter und Hochschullehrer
- Hagen, Ludwig Philipp vom (1724–1771), Geheimer Finanzrat und Staatsminister Friedrichs des Großen
- Hagen, Ludwig vom (1770–1842), preußischer Jurist und Regierungspräsident in Köln und Erfurt
- Hagen, Lukas (* 1962), österreichischer Violinist und Hochschullehrer
- Hagen, Lutz M. (* 1962), deutscher Kommunikationswissenschaftler
- Hagen, Manfred (* 1934), deutscher Historiker
- Hagen, Marlis Gräfin vom (1911–2007), deutsche Politikerin (CDU), MdB
- Hagen, Martin (* 1954), US-amerikanischer Biathlet
- Hagen, Martin (* 1970), deutscher Politikwissenschaftler, Staatsrat (Bündnis 90/Die Grünen) in der Bremer Finanzverwaltung
- Hagen, Martin (* 1981), deutscher Politiker (FDP), MdL
- Hagen, Martine Ek (* 1991), norwegische Skilangläuferin
- Hagen, Mary (1876–1944), deutsche Opernsängerin (Sopran) und Schauspielerin
- Hagen, Matthäus († 1458), waldensischer Prediger
- Hagen, Max (1859–1914), deutscher Landschaftsmaler, Zeichner und Karikaturist
- Hagen, Mille Marie (* 2002), norwegische Nordische Kombiniererin
- Hagen, Nikolaus I. von, Schultheiß von Trier und lothringischer Amtmann
- Hagen, Nina (* 1955), deutsche Sängerin, Schauspielerin und SynchronsprecherinNina Hagen (* 1955)

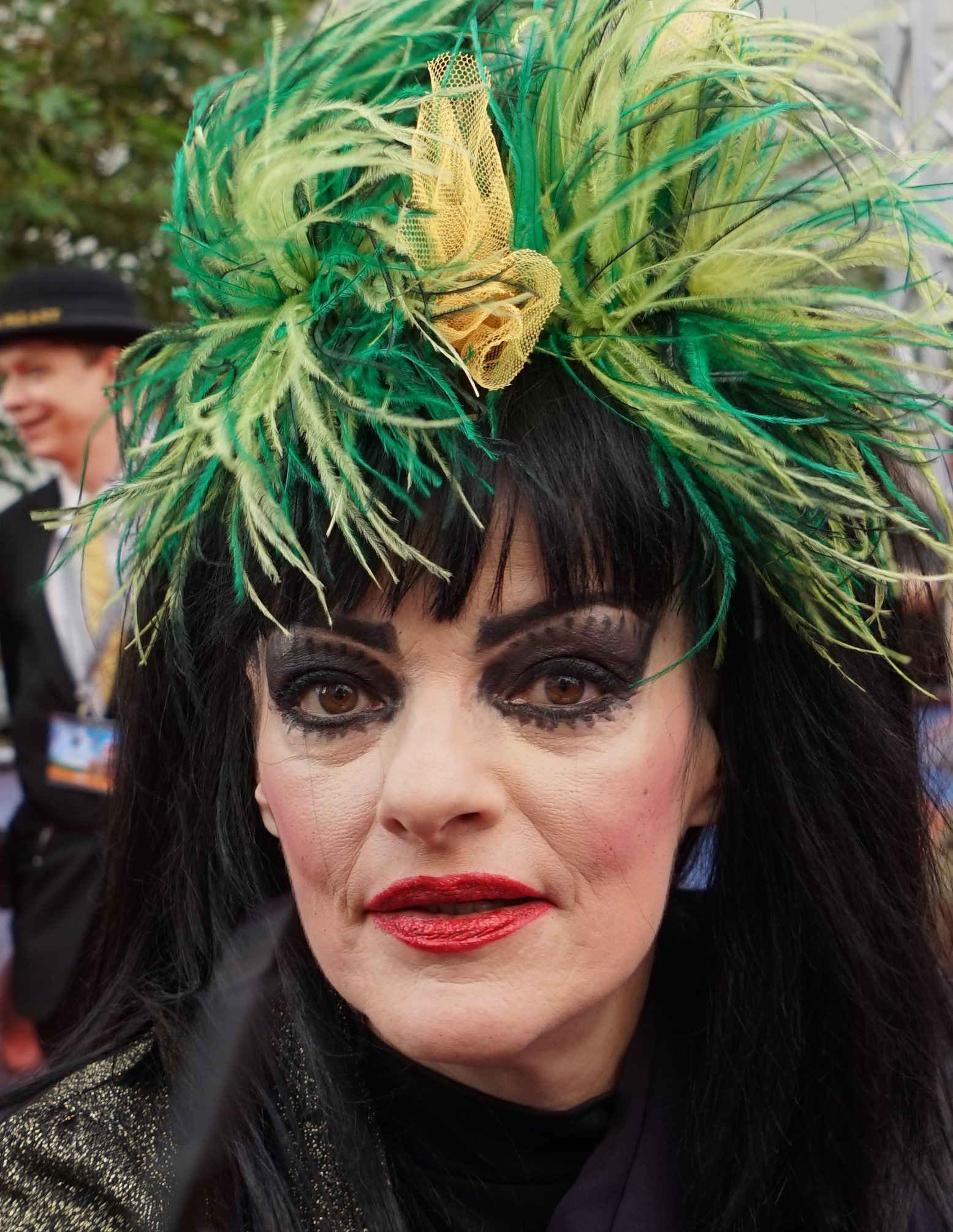
Nina Hagen (* 1955)

- Hagen, Norbert (1920–2013), deutscher Unternehmer
- Hagen, Oddbjørn (1908–1983), norwegischer Skisportler
- Hagen, Olav (1921–2013), norwegischer Skilangläufer
- Hagen, Orville W. (1915–2007), US-amerikanischer Politiker
- Hagen, Oscar (1895–1996), deutscher Politiker (CDU), MdL
- Hagen, Oscar W. (1884–1945), US-amerikanischer Politiker
- Hagen, Oskar (1888–1957), deutscher Kunsthistoriker und Begründer der Händel-Festspiele in Göttingen
- Hagen, Oskar von dem (1848–1916), preußischer Generalmajor
- Hagen, Oskar von dem (1883–1940), deutscher Generalmajor
- Hagen, Otto von (1817–1880), deutscher Forstmann
- Hagen, Pål Sverre Valheim (* 1980), norwegischer Film- und BühnenschauspielerPål Sverre Valheim Hagen (* 1980)

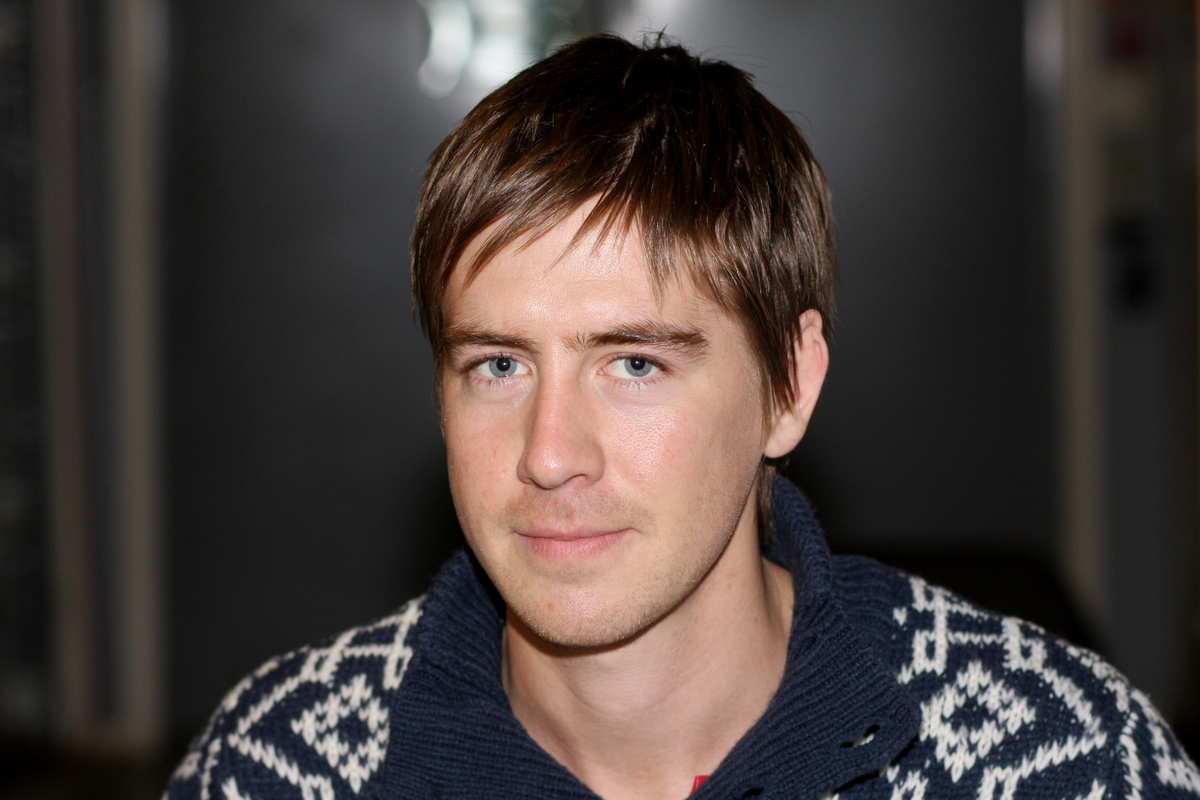
Pål Sverre Valheim Hagen (* 1980)

- Hagen, Paul (1864–1938), deutscher Philologe und Bibliothekar in Lübeck
- Hagen, Paul (1920–2003), dänischer Schauspieler
- Hagen, Paul Joseph (1800–1868), deutscher Unternehmer
- Hagen, Peter (* 1929), deutscher Filmregisseur und Drehbuchautor
- Hagen, Peter von (1569–1620), deutscher Kirchenliedtexter, Pädagoge und Poet
- Hagen, Petrus (1554–1614), deutscher Jurist, Advokat und Syndicus der Hansestadt Lübeck
- Hagen, Philipp Daniel von († 1634), nassauischer Amtmann
- Hagen, Philipp Siegmund von (1648–1717), preußischer Generalleutnant und Gouverneur von Geldern
- Hagen, Reinold (1913–1990), deutscher Unternehmer
- Hagen, Richard (1843–1905), deutscher Theaterschauspieler und -leiter
- Hagen, Robert (1815–1858), deutscher Chemiker, Mineraloge und Gymnasiallehrer
- Hagen, Robert von (1846–1893), deutscher Schriftsteller
- Hagen, Rolf (1922–2009), deutscher Museumsdirektor
- Hagen, Ross (1938–2011), US-amerikanischer Schauspieler und Regisseur
- Hagen, Rüdiger vom (1868–1947), deutscher Großgrundbesitzer und Hofbeamter
- Hagen, Rudolf von dem (1849–1934), deutscher Jurist und Politiker
- Hagen, Sarah (* 1989), US-amerikanische Fußballspielerin
- Hagen, Sascha (* 1977), deutscher Fußballspieler
- Hagen, Sheri (* 1968), deutsche Schauspielerin, Autorin, Regisseurin und Filmproduzentin
- Hagen, Sinah (* 1996), deutsche Handballspielerin
- Hagen, Stein Erik (* 1956), norwegischer Unternehmer
- Hagen, Sylvia (* 1947), deutsche Bildhauerin und Zeichnerin
- Hagen, Teus (* 1945), niederländischer Internet-Pionier
- Hagen, Theodor (1823–1871), deutscher Komponist und Mitglied im Bund der Kommunisten
- Hagen, Theodor (1842–1919), deutscher MalerTheodor Hagen (1842–1919)

Theodor Hagen (1842–1919)

- Hagen, Thoralf (1887–1979), norwegischer Ruderer
- Hagen, Tido von (1785–1858), preußischer General der Infanterie
- Hagen, Till (* 1949), deutscher Synchronsprecher und Schauspieler
- Hagen, Tom Harald (* 1978), norwegischer Fußballschiedsrichter
- Hagen, Toni (1917–2003), Schweizer Geologe und Entwicklungshelfer
- Hagen, Torstein (* 1943), norwegischer Unternehmer
- Hagen, Uta (1919–2004), deutschamerikanische SchauspielerinUta Hagen (1919–2004)

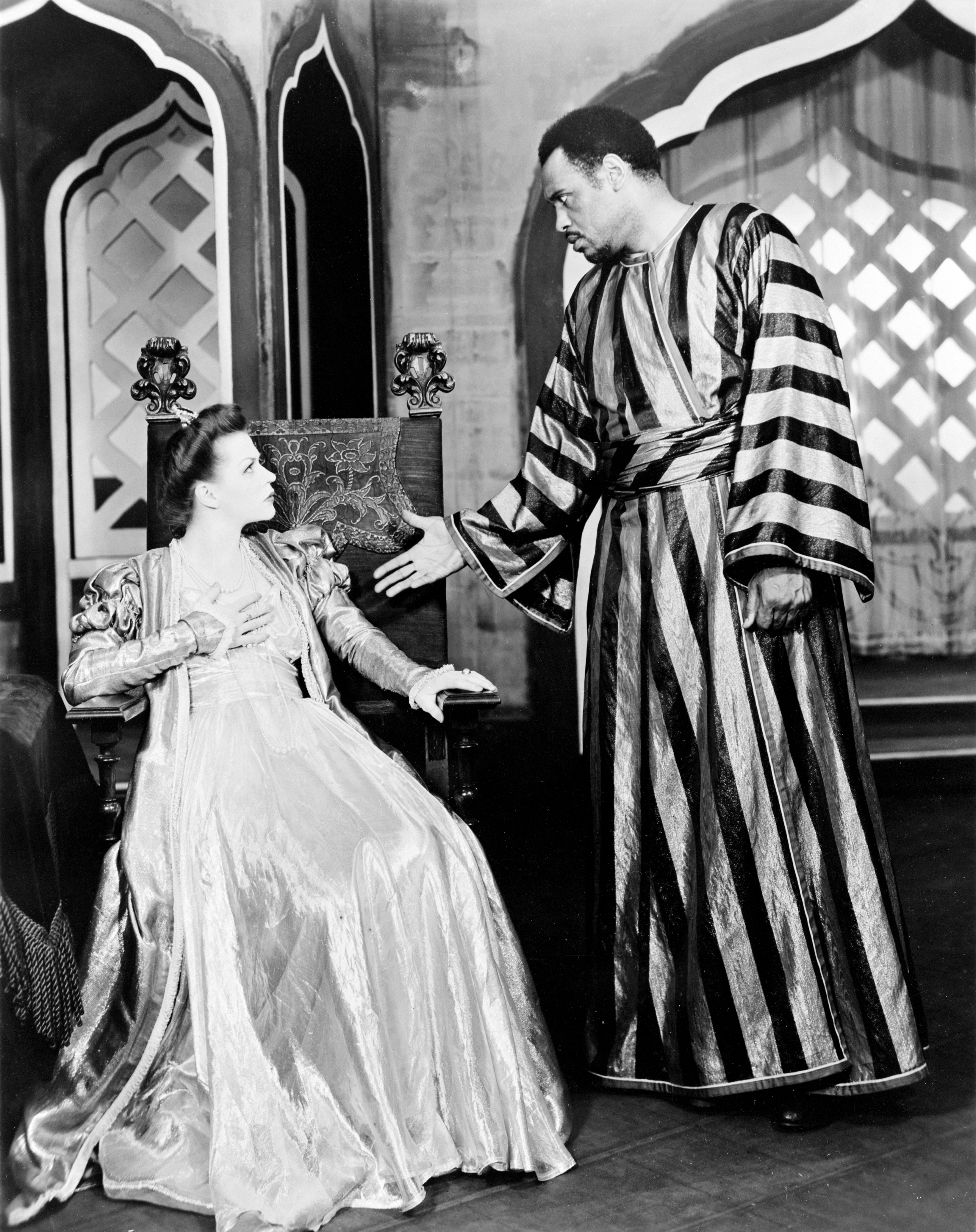
Uta Hagen (1919–2004)

- Hagen, Veronika (* 1963), österreichische Bratschistin
- Hagen, Victor Wolfgang von (1908–1985), US-amerikanischer Forschungsreisender, archäologischer Historiker, Anthropologe und Reiseschriftsteller
- Hagen, Volker von (* 1923), deutscher Journalist und Fernsehredakteur
- Hagen, Waldemar von der (1839–1889), deutscher Verwaltungsbeamter und Rittergutsbesitzer
- Hagen, Walter (1892–1969), amerikanischer Golfer
- Hagen, Walter (1897–1963), deutscher Generalmajor
- Hagen, Walter (1928–1980), deutscher Maler, Grafiker und Restaurator
- Hagen, Werner (1884–1960), deutscher Pädagoge und Ornithologe
- Hagen, Werner (* 1923), deutscher Fußballspieler
- Hagen, Wilhelm, deutscher Meeresbiologe
- Hagen, Wilhelm (1893–1982), deutscher Sozialhygieniker, Amtsarzt im Generalgouvernement, Hochschullehrer und Präsident des Bundesgesundheitsamtes
- Hagen, Wilhelm Adolf vom (1721–1787), Domherr
- Hagen, Wilhelmine (1910–1996), deutsche Historikerin und Numismatikerin
- Hagen, Wolfgang (1950–2022), deutscher Medienwissenschaftler
- Hagen, Wolfgang von (1819–1898), königlich preußischer Generalmajor und zuletzt Kommandeur der 37. Infanteriebrigade
- Hagen-Groll, Walter (1927–2018), deutscher Chorleiter und Dirigent
- Hagen-Schwarz, Julie Wilhelmine (1824–1902), baltendeutsche Malerin
- Hagen-Wiest, Peter (* 1977), österreichischer Koch

##### Hagena
- Hagena, Dorothea (* 1944), deutsche Schauspielerin und Hörspielsprecherin
- Hagena, Hermann (1931–2022), deutscher Brigadegeneral, Pilot und Autor
- Hagena, Katharina (* 1967), deutsche AutorinKatharina Hagena (* 1967)

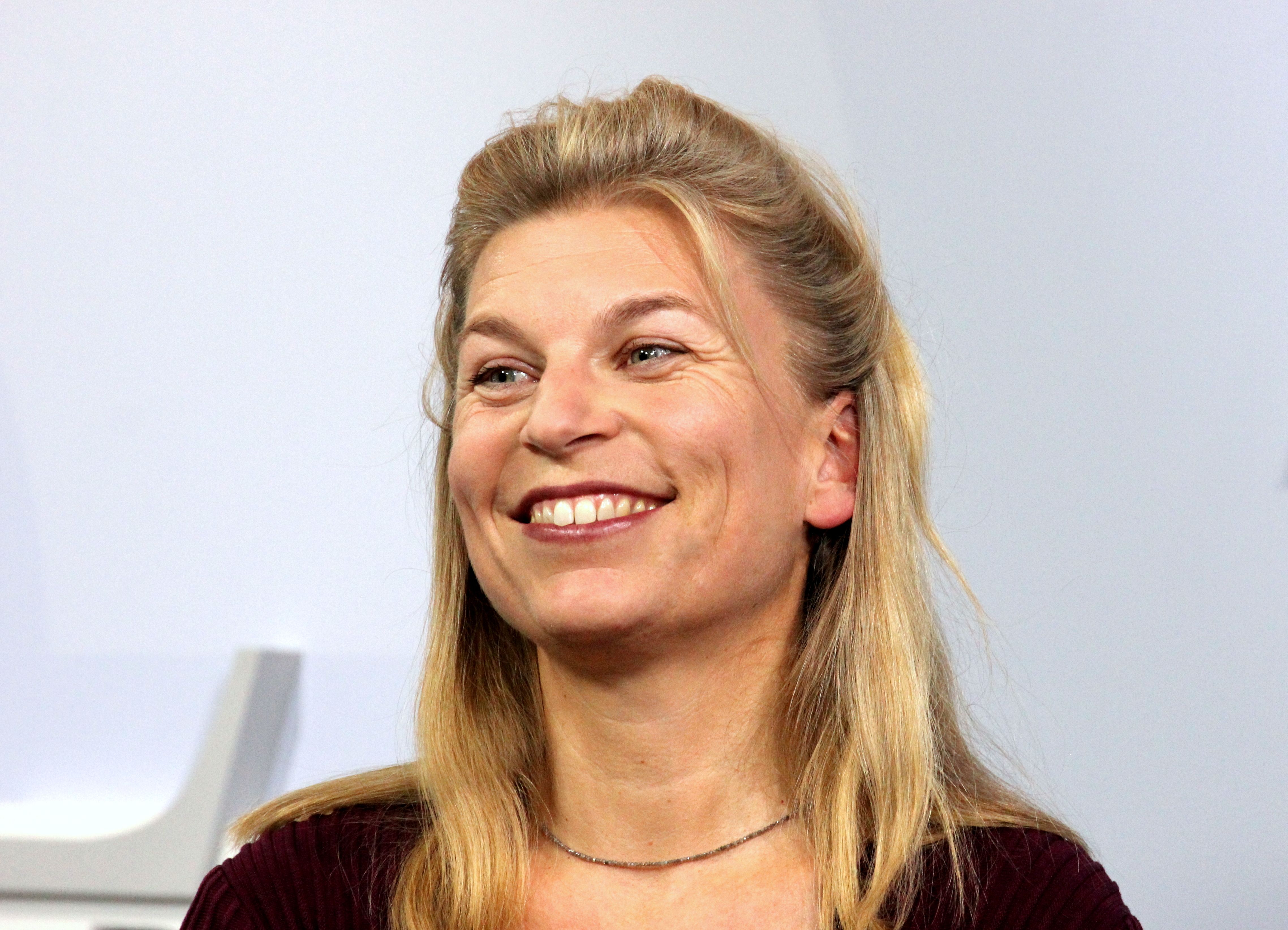
Katharina Hagena (* 1967)

- Hagenacker, Hans (1924–1983), deutscher Fußballspieler
- Hagenacker, Wolfgang (* 1942), deutscher Fußballspieler
- Hagenah, Berthold, deutscher Fußballspieler
- Hagenah, Enno (* 1957), deutscher Politiker (Bündnis 90/Die Grünen), MdL
- Hagenah, Erich (1898–1984), deutscher Politiker (SPD), MdL
- Hagenah, Hermann (1890–1948), deutscher Lehrer und Landeshistoriker
- Hagenah, Peter (1927–2017), deutscher Galerist
- Hagenah, Peter (1928–2015), deutscher Marinemaler
- Hagenah, Ulrich (1956–2022), deutscher Bibliothekar
- Hagenau, Bernd (* 1958), deutscher Romanist und Bibliothekar
- Hagenau, Ina (* 1982), deutsche Sängerin und Dozentin
- Hagenauer, Anja (* 1969), österreichische Politikerin (SPÖ), Landtagsabgeordnete
- Hagenauer, Arnold (1871–1918), österreichischer Schriftsteller und Kritiker
- Hagenauer, Carl (1872–1928), österreichischer Kunsthandwerker
- Hagenauer, Dominikus (1746–1811), Abt
- Hagenauer, Franz (1906–1986), österreichischer Bildhauer und Gürtlermeister
- Hagenauer, Friedrich, deutscher Medailleur und Bildschnitzer
- Hagenauer, Hanns (1896–1975), deutscher Maler, Zeichner und Grafiker
- Hagenauer, Joachim (* 1941), deutscher Ingenieur für Nachrichtentechnik
- Hagenauer, Johann (1909–1982), österreichischer Kaufmann und Politiker (ÖVP), Abgeordneter zum Nationalrat
- Hagenauer, Johann Baptist (1732–1810), Salzburger Bildhauer
- Hagenauer, Johann Georg (1748–1835), deutsch-österreichischer Architekt
- Hagenauer, Karl (1898–1956), österreichischer Architekt, Kunsthandwerker und Designer
- Hagenauer, Ludwig (1883–1949), deutscher Jurist und Politiker (CSU), bayerischer Staatsminister
- Hagenauer, Peter (* 1945), österreichischer Politiker (Grüne), Landtagsabgeordneter in der Steiermark
- Hagenauer, Rosa († 1786), italienisch-österreichische Malerin und Wachsmodelleurin
- Hagenauer, Wolfgang (1726–1801), deutscher Architekt

##### Hagenb
- Hagenbach, August (1871–1955), Schweizer Physiker
- Hagenbach, Dieter (1943–2016), Schweizer Verleger, Autor und Stifter
- Hagenbach, Karl Friedrich (1771–1849), Schweizer Arzt, Botaniker, Anatom, Hochschullehrer und Autor
- Hagenbach, Karl Rudolf (1801–1874), Schweizer Theologe und Kirchenhistoriker
- Hagenbach, Peter († 1502), deutscher Buchdrucker
- Hagenbach, Peter von († 1474), burgundischer AdligerPeter von Hagenbach († 1474)

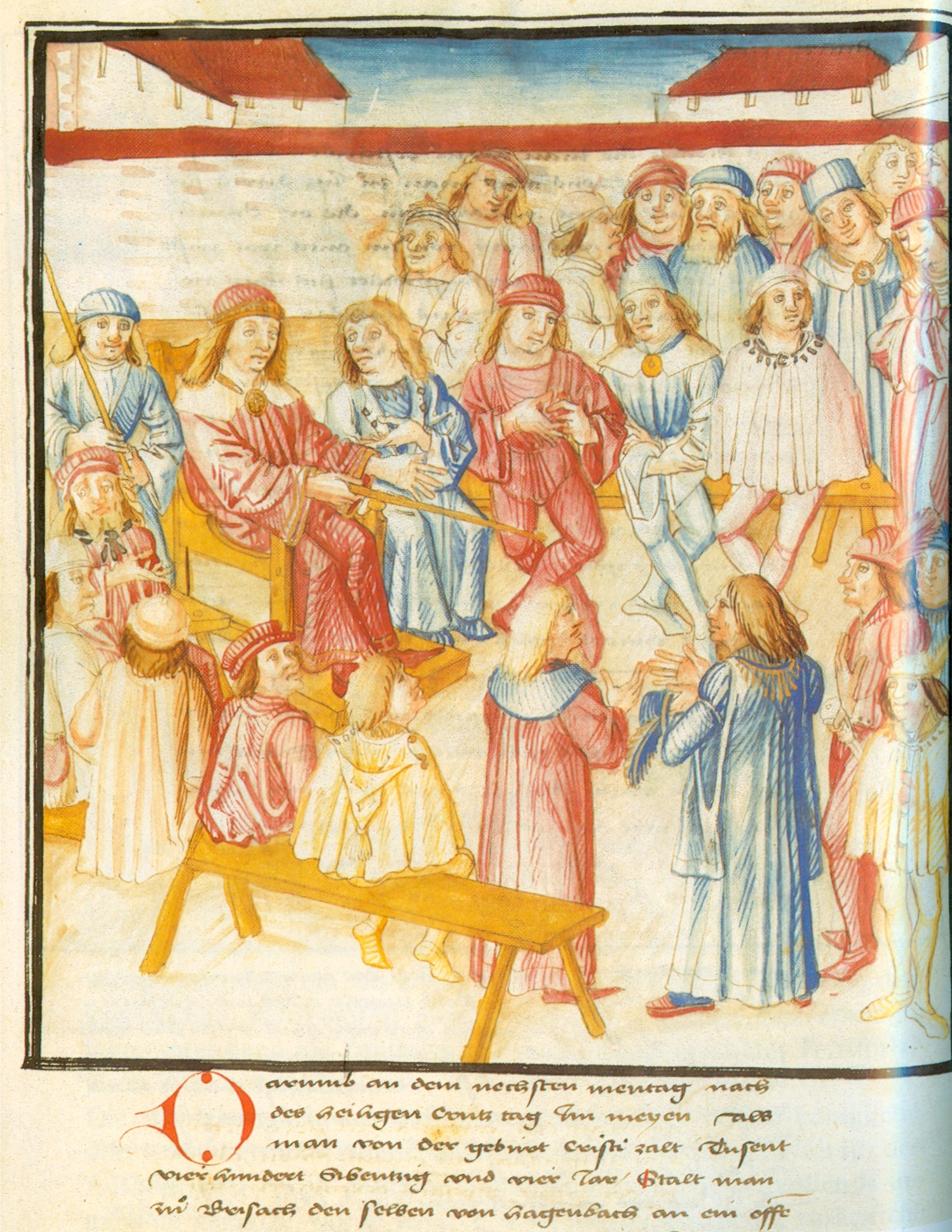
Peter von Hagenbach († 1474)

- Hagenbach-Bischoff, Eduard (1833–1910), Schweizer Physiker
- Hagenbäumer, Eva (* 1967), deutsche Hockeyspielerin
- Hagenbeck, Carl (1844–1913), deutscher Tierhändler und ZoodirektorCarl Hagenbeck (1844–1913)

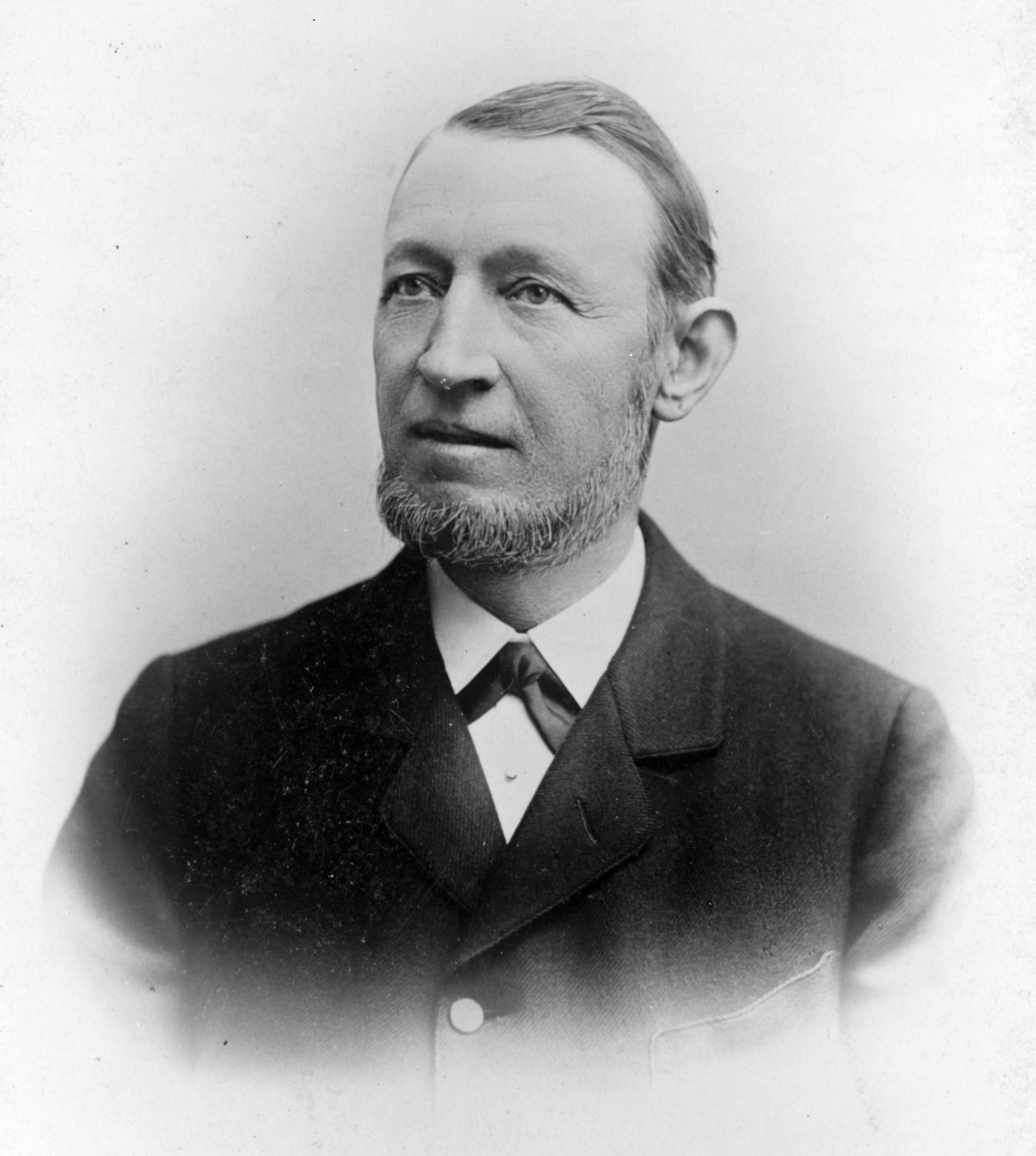
Carl Hagenbeck (1844–1913)

- Hagenbeck, Carl Claus (* 1941), deutscher Mediziner
- Hagenbeck, Christiane (1846–1905), deutsche Vogelhändlerin
- Hagenbeck, Franklin L. (* 1949), US-amerikanischer Militär, General der US Army
- Hagenbeck, Gottfried Claes Carl (1810–1887), deutscher Fischhändler, Tierschausteller und Tierhändler
- Hagenbeck, Heinrich (1875–1945), deutscher Tierparkdirektor und Gestalter von Tierparks
- Hagenbeck, John (1866–1940), deutscher Tierhändler, Plantagenbesitzer, Filmproduzent und Schriftsteller
- Hagenbeck, Lorenz (1882–1956), deutscher Tierpark- und Zirkusdirektor
- Hagenberg, Helfried (1940–2022), deutscher Bildhauer und Grafiker
- Hagenberg, Roland (* 1955), österreichischer Autor, Künstler und Fotograf
- Hagenbruch, Charlotte (1896–1968), deutsche Schauspielerin und Drehbuchautorin
- Hagenbruch, Eduard (1796–1883), deutscher Fabrikant, Rittergutsbesitzer und Politiker, MdL
- Hagenbuch, Adam (* 1991), US-amerikanischer Schauspieler
- Hagenbuch, Albert (1913–1997), deutscher Kommunalbeamter
- Hagenbuch, Johann Kaspar (1700–1763), Schweizer Theologe, Altertumsforscher und Hochschullehrer
- Hagenbuch, John Steel (* 2001), US-amerikanischer Skilangläufer
- Hagenbucher, Alma (1922–2012), deutsche Geschäftsfrau
- Hagenbucher, Heinrich (1948–2017), deutscher Unternehmer und Kommunalpolitiker (CDU)
- Hagenbüchle, Roland (1932–2008), Schweizer Amerikanist und Kulturphilosoph
- Hagenburg, Otto Heinrich Graf von (1901–1993), deutscher Kunstflieger, Pkw- und U-Boot-Hersteller, Firmeninhaber
- Hagenburger, Karl (1920–2011), deutscher Leichtathlet, Sportschütze und Sportfunktionär
- Hagenbusch, Anna (1913–2005), deutsche Kindergärtnerin, Sozialpädagogin und Referatsleiterin für Frühpädagogik im Bayerischen Staatsministerium für Unterricht und Kultus
- Hagenbusch, Johann (1688–1737), deutscher Bibliothekar

##### Hagenc
- Hagencord, Rainer (* 1961), deutscher Zoologe, Hochschullehrer und katholischer Priester

##### Hagend
- Hagendorens, Joseph Augustin (1894–1976), belgischer Ordensgeistlicher und römisch-katholischer Bischof von Tshumbe
- Hagendorf, Peter († 1679), Söldner im Dreißigjährigen Krieg
- Hagendorfer, Jasmin, österreichische Künstlerin, Kuratorin und Festivalleiterin
- Hagendorff, Hugo (1813–1860), deutscher Schriftsteller
- Hagendorff, Thilo (* 1987), deutscher Autor, KI-Forscher und Extremsportler
- Hagendorn, Ehrenfried (1640–1692), deutscher Mediziner, Arzt in Görlitz und Leibarzt des Kurfürsten von Sachsen

##### Hagene
- Hageneder, Fred (* 1962), deutscher Autor
- Hageneder, Othmar (1927–2020), österreichischer Historiker
- Hageneier, Stefan (* 1972), deutscher Bühnenbildner und Kostümbildner sowie Hochschullehrer
- Hagener, Caesar (1909–1993), deutscher Geschichtsdidaktiker und Hochschullehrer
- Hagener, Malte (* 1971), deutscher Film- und Medienwissenschaftler
- Hagenes, Per Strand (* 2003), norwegischer Radrennfahrer

##### Hageng
- Hagengruber, Ruth (* 1958), deutsche Philosophin und HochschulprofessorinRuth Hagengruber (* 1958)

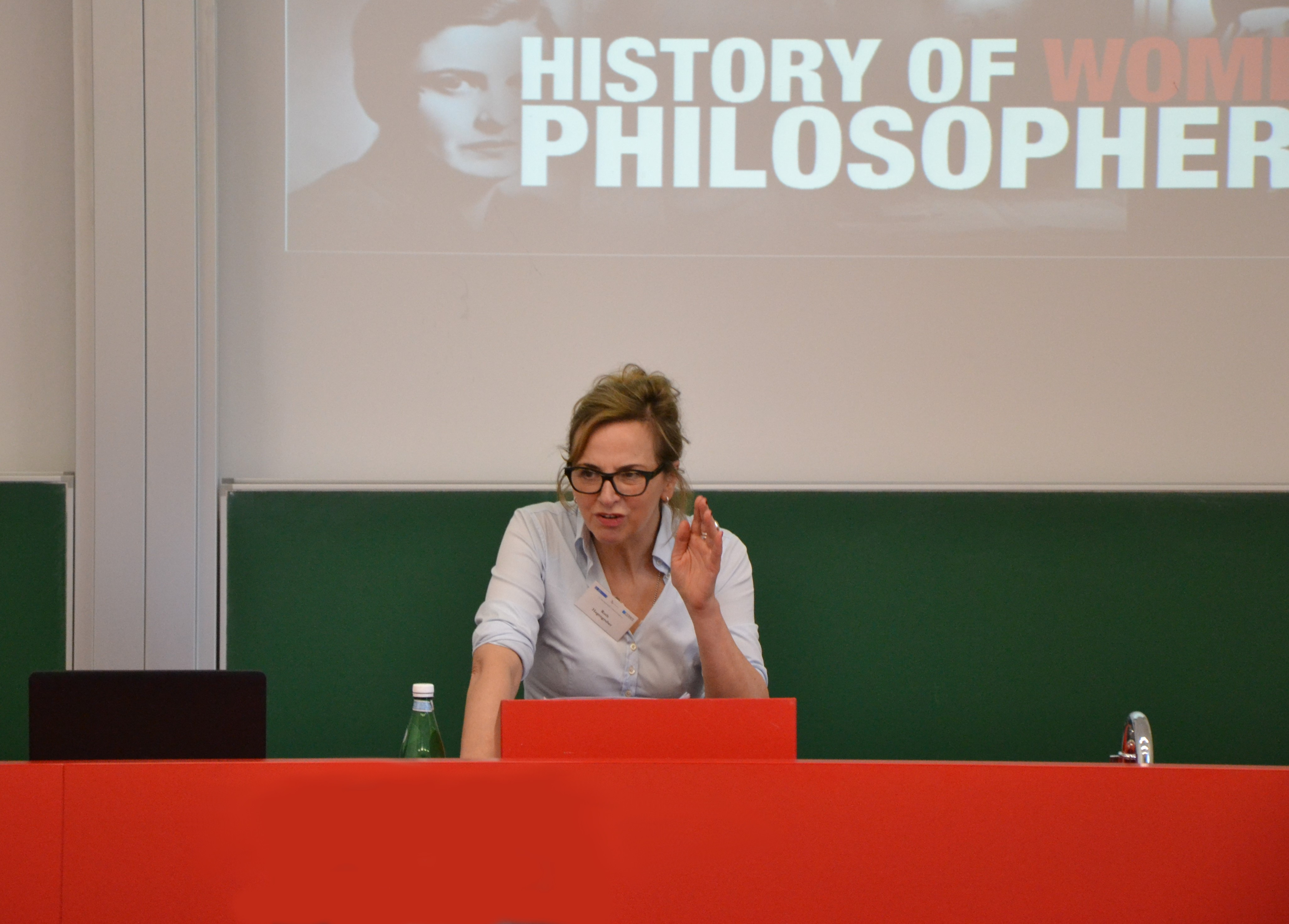
Ruth Hagengruber (* 1958)

##### Hagenh
- Hagenhofer, Franz (1855–1922), österreichischer Landwirt und Politiker (CS), Landtagsabgeordneter, Abgeordneter zum Nationalrat
- Hagenhofer, Marianne (* 1948), österreichische Politikerin (SPÖ) und Nationalratsabgeordnete
- Hagenhoff, Svenja (* 1971), deutsche Buchwissenschaftlerin und Wirtschaftsinformatikerin

##### Hagenk
- Hagenkord, Bernd (1968–2021), deutscher Ordensgeistlicher, Jesuitenpater und Leiter der deutschsprachigen Redaktion von Radio Vatikan

##### Hagenl
- Hagenloch, Ulrich (* 1952), deutscher Jurist und Präsident des Oberlandesgerichts Dresden
- Hagenlocher, Erich (1895–1958), deutscher Billardspieler
- Hagenlocher, Waltraud (1945–2012), deutsche Behindertensportlerin

##### Hagenm
- Hagenmaier, Hanspaul (1934–2013), deutscher Nuklearmediziner, Endokrinologe und Professor für Innere Medizin
- Hagenmaier, Winfried (* 1936), deutscher Bibliothekar
- Hagenmeyer, Erich (1892–1963), deutscher Politiker (NSDAP), MdR und SA-Führer
- Hagenmeyer, Ernst (* 1937), deutscher Elektroingenieur und Energiemanager
- Hagenmeyer, Friedrich (1864–1914), deutscher Kapitän
- Hagenmeyer, Heinrich (1834–1915), Pfarrer und Kreuzzugsforscher
- Hagenmeyer, Karl (1877–1947), deutscher Bauingenieur im Eisenbahndienst
- Hagenmüller, Friedrich (* 1948), deutscher Internist
- Hagenmüller, Karl Friedrich (1917–2009), deutscher Betriebswissenschaftler, Manager und Hochschullehrer
- Hagenmuller, Paul (1921–2017), französischer Chemiker

##### Hageno
- Hagenow, Dorothea (1763–1844), deutsche Frau, Verlobte Ludwig Gotthard Kosegartens
- Hagenow, Friedrich von (1797–1865), deutscher Naturwissenschaftler und Prähistoriker
- Hagenow, Gustav von (1813–1876), deutscher Jurist, Mitglied der Frankfurter Nationalversammlung
- Hagenow, Gustav von (1841–1908), deutscher Verwaltungsjurist, Rittergutsbesitzer und Parlamentarier
- Hagenow, Katharina von (1882–1952), deutsche Germanistin und Volkskundlerin
- Hagenow, Maximilian von (1844–1906), preußischer General der Kavallerie
- Hagenow, Viktor von (1886–1965), deutscher Verwaltungsjurist

##### Hagens
- Hagens, Alfred (1856–1934), Senatspräsident beim Reichsgericht und Vorsitzender des Staatsgerichtshofs zum Schutz der Republik
- Hagens, Carl (1838–1924), deutscher Jurist, Präsident des Oberlandesgerichts Frankfurt am Main
- Hagens, Eduard von (1813–1888), deutscher Historienmaler der Düsseldorfer Schule
- Hagens, Franz (1835–1894), deutscher Jurist
- Hagens, Gunther von (* 1945), deutscher Anatom und Forscher, Initiator der Körperwelten-AusstellungGunther von Hagens (* 1945)

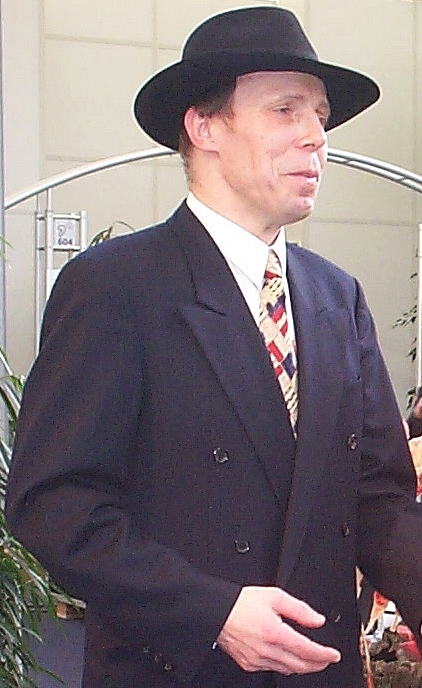
Gunther von Hagens (* 1945)

- Hagens, Kaspar von (1800–1877), bayerischer Generalleutnant
- Hagens, Walter von (1873–1958), deutscher Richter
- Hagensen, Leif (1900–1976), dänischer Kaufmann

##### Hagenu
- Hagenunger, Alfred (1877–1948), deutscher Jurist und Politiker

#### Hager
- Hager von Allentsteig, Franz (1750–1816), österreichischer Adeliger und Beamter, zuletzt Präsident der obersten Polizei- und Zensur-Hofstelle
- Hager von Allentsteig, Franz Alois (1722–1812), österreichischer Adeliger und Feldmarschallleutnant
- Hager von Allentsteig, Johann (1761–1822), österreichischer Adeliger und Feldmarschall-Lieutenant
- Hager von Allentsteig, Sebastian Günther († 1620), österreichischer Adeliger und hingerichteter Protestant
- Hager von Allentsteig, Sigmund († 1521), österreichischer Adeliger und niederösterreichischer Landuntermarschall
- Hager von Allentsteig, Sigmund (* 1547), österreichischer Adeliger, Soldat und oberösterreichischer Verordneter des Ritterstandes
- Hager von Strobele, Irene (* 1970), Südtiroler Autorin und Museumspädagogin
- Häger, Åke (1897–1968), schwedischer Turner
- Hager, Alfred (1958–1995), österreichischer Maler und Bildhauer
- Hager, Alva L. (1850–1923), US-amerikanischer Politiker
- Hager, Andreas (1818–1892), deutscher Musiker, Komponist und Militärkapellmeister der Bayerischen Armee
- Hager, Angelika (* 1963), österreichische Journalistin und Autorin
- Hager, Anneliese (1904–1997), deutsche Künstlerin des Surrealismus
- Hager, Axel (* 1969), deutscher Volleyballspieler
- Hager, Balthasar (1572–1627), deutscher Jesuit und Kontroverstheologe
- Hager, Benjamin (* 1986), deutscher Politiker (Der III. Weg) und Neonazi
- Hager, Carl Otto (1813–1898), deutscher Architekt
- Hager, Christian (1957–2012), österreichischer Sachbuchautor zum Thema Schienenverkehr
- Hager, Daniel (* 1963), französischer Handballspieler und -trainer
- Hager, Dieter (1947–2009), deutscher Arzt, Physiker und Biochemiker, ärztlicher Direktor der Klinik Bad Bergzabern
- Häger, Dirk Michael (* 1966), deutscher Drehbuchautor, Filmproduzent, Schauspieler und Regisseur
- Hager, Eberhard von (1723–1790), preußischer Generalleutnant, Chef des Infanterieregiments Nr. 38
- Hager, Edmund (1829–1906), österreichischer Mönch, Priester, Erzieher
- Hager, Eduard (1848–1901), deutscher Fabrikant und Unternehmer
- Hager, Elisabeth R. (* 1981), österreichische Autorin, Klangkünstlerin und Kulturvermittlerin
- Hager, Ernst (1847–1895), deutscher Philologe
- Hager, Florian (* 1976), deutscher FernsehfunktionärFlorian Hager (* 1976)

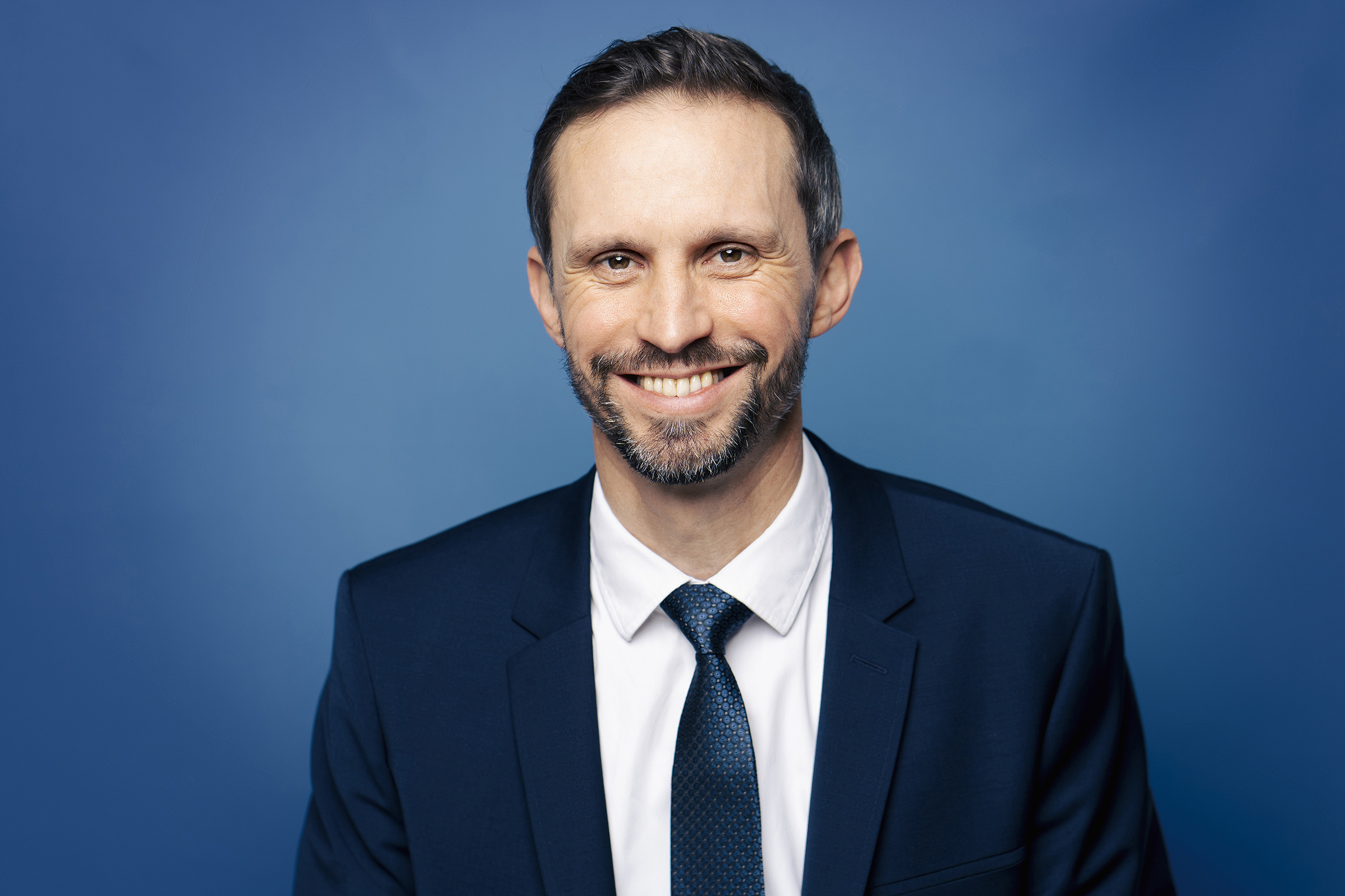
Florian Hager (* 1976)

- Hager, Franziska (1874–1960), bayerische Schriftstellerin
- Hager, Friedrich Heinrich (1815–1881), deutscher Kommunalpolitiker
- Hager, Fritz-Peter (1939–1997), Schweizer Pädagoge
- Hager, Georg (1863–1941), deutscher Kunsthistoriker
- Hager, Gerhard (1942–2025), österreichischer Politiker, MdEP und Jurist
- Hager, Gert (* 1962), deutscher Politiker (SPD), Bürgermeister von Pforzheim
- Hager, Gregor (* 1981), österreichischer Eishockeyspieler
- Hager, Guido (* 1958), Schweizer Landschaftsarchitekt
- Hager, Günter (1943–2017), deutscher Jurist und Hochschullehrer
- Hager, Günter W. (* 1955), österreichischer Koch
- Hager, Hanna (1916–1997), österreichische Politikerin (SPÖ), Landtagsabgeordnete, Abgeordnete zum Nationalrat
- Hager, Hannes (* 1972), österreichischer Liedermacher
- Hager, Hans (1863–1910), deutscher Politiker
- Hager, Hans-Jörg (* 1948), deutscher Manager und Politiker (KBW)
- Häger, Hartmut (* 1948), deutscher Lehrer, Verwaltungsbeamter, Lokalpolitiker und Historiker
- Hager, Heinrich (1893–1941), deutscher Politiker (NSDAP), MdRHeinrich Hager (1893–1941)

Heinrich Hager (1893–1941)

- Hager, Heinz (1927–2001), deutscher Politiker (SPD), Oberbürgermeister der Stadt Mülheim an der Ruhr (1969–1974)
- Häger, Helge (1938–2003), deutsche Ingenieurin, Generaldirektorin des BKK Bitterfeld, MdV
- Hager, Hellmut (1926–2015), deutscher Kunsthistoriker
- Hager, Helma (1894–1978), deutsche Politikerin (CDU), MdA
- Hager, Hermann (1816–1897), deutscher Apotheker, Chemiker, Autor und Übersetzer pharmazeutischer und botanischer Schriften
- Hager, Horst (1933–2018), deutscher Politiker (SPD), MdL
- Hager, James (1941–2002), US-amerikanischer Filmproduzent
- Hager, Jim (1946–2008), US-amerikanischer Musiker, Comedian, Schauspieler und Fernsehmoderator
- Häger, Joachim (1944–2008), deutscher Jurist, Richter am Bundesgerichtshof
- Hager, Johann Georg (1709–1777), deutscher Pädagoge und Geograph
- Hager, Johannes (* 1951), deutscher Jurist und Hochschullehrer
- Hager, John H. (1936–2020), US-amerikanischer Politiker
- Hager, John S. (1818–1890), US-amerikanischer Politiker (Demokratische Partei)
- Hager, Josef (1726–1781), deutsch-böhmischer Barock- und Architekturmaler
- Hager, Josef (1873–1924), österreichischer Bauer und Politiker, Landtagsabgeordneter
- Hager, Josef (1916–2002), deutscher Landrat
- Hager, Karl (1862–1918), Schweizer Pater und Naturwissenschaftler
- Hager, Karl (1938–2010), österreichischer Politiker (SPÖ), Landtagsabgeordneter, Mitglied des Bundesrates
- Hager, Karl Heinrich (1868–1946), deutscher Bauingenieur, Rektor der TU München, Direktor der Landesgewerbeanstalt Bayern
- Hager, Kirsten (* 1952), deutsche Filmproduzentin
- Hager, Klaus (* 1955), deutscher Gerontologe und Geriater
- Hager, Konrad († 1541), deutscher katholischer Pfarrer und Chorherr
- Hager, Kristen (* 1984), kanadische SchauspielerinKristen Hager (* 1984)

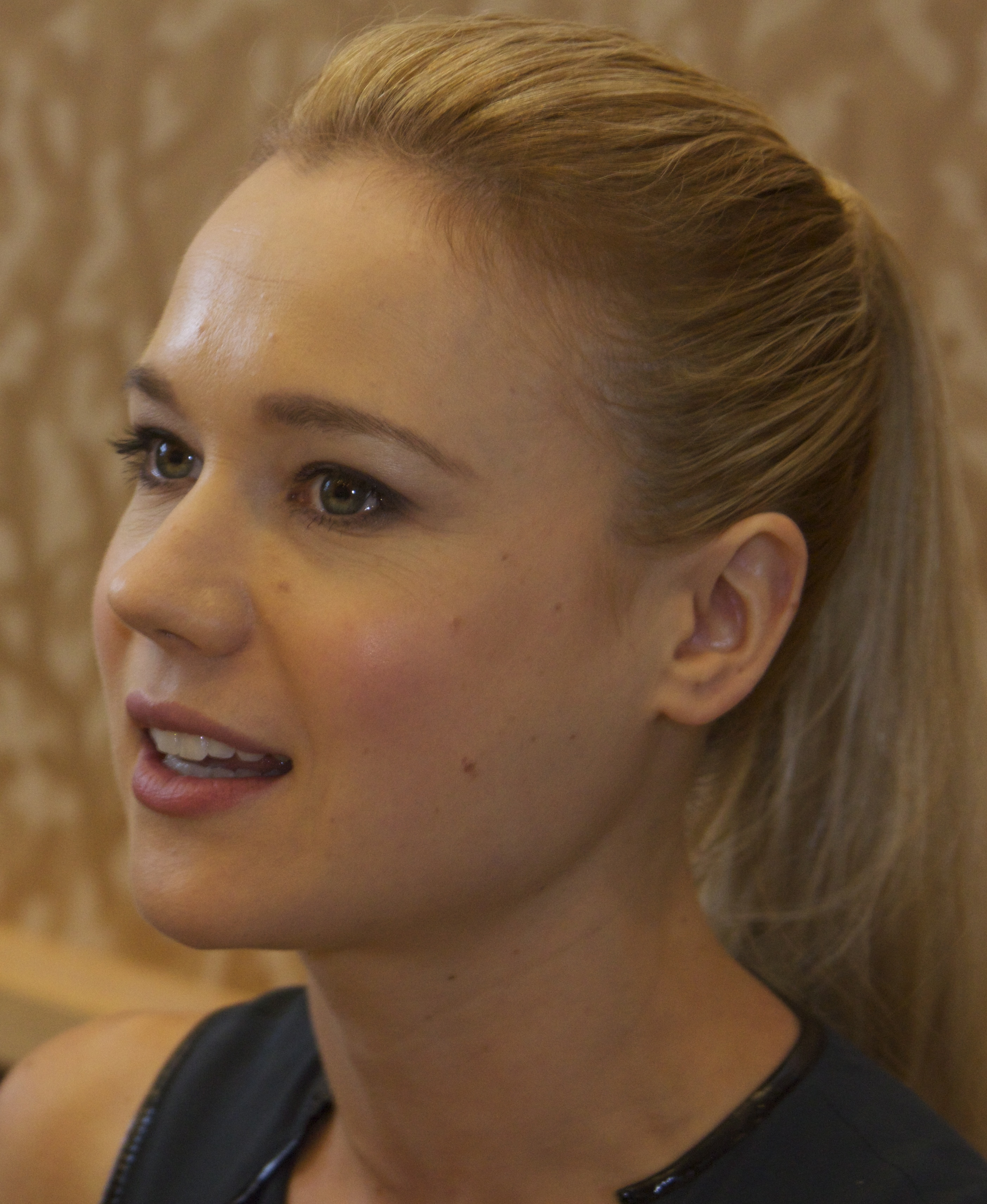
Kristen Hager (* 1984)

- Hager, Kurt (1912–1998), deutscher Politiker (KPD, SED), MdV, Mitglied des Zentralkomitees und des Politbüros des ZK der SEDKurt Hager (1912–1998)

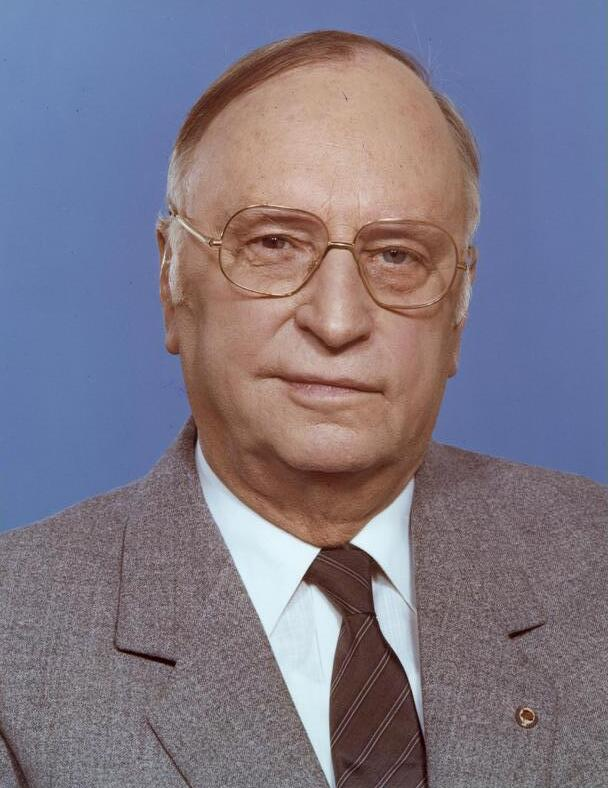
Kurt Hager (1912–1998)

- Hager, Leopold (1898–1972), österreichischer römisch-katholischer Ordenspriester und Propst von St. Florian
- Hager, Leopold (* 1935), österreichischer Musiker und Dirigent
- Hager, Ludwig († 1615), deutscher Kartäuserprior
- Hager, Marie (1872–1947), deutsche Landschafts- und Architekturmalerin
- Hager, Mark (* 1964), australischer Hockeyspieler
- Hager, Matthias (* 1979), österreichischer Basketballfunktionär
- Hager, Matthias (* 1997), österreichischer Fußballspieler
- Hager, Mike (* 1974), deutscher Radiomoderator, Autor, Sprecher und Comedian
- Hager, Nina (* 1950), deutsche stellvertretende DKP-Vorsitzende und Philosophin
- Hager, Patrick (* 1988), deutscher Eishockeyspieler
- Hager, Paul (1859–1920), deutscher Deichinspektor im Oderbruch
- Hager, Paul (* 1870), deutscher Politiker
- Hager, Paul (1925–1983), deutscher Opernregisseur und Theaterintendant
- Hager, Philipp (* 1982), österreichischer Schriftsteller
- Hager, Robert (* 1983), österreichischer Schauspieler
- Hager, Rudolf (* 1941), deutscher Sportschütze
- Hager, Sepp (* 1964), deutscher Autor, Kabarettist und Richter
- Hager, Stefan (* 1995), österreichischer Fußballspieler
- Hager, Thorolf (* 1942), deutscher Chirurg
- Hager, Tobias (* 1973), deutscher Fußballspieler
- Hager, Werner (1900–1997), deutscher Kunsthistoriker sowie Hochschullehrer
- Hager, Werner (1925–2016), deutscher Politiker (SED) und Wirtschaftsmanager
- Hager, Wilhelm (1921–2006), deutscher Bildhauer und Kunstmaler
- Hager, Willi H. (* 1951), Schweizer Wasserbauingenieur und Lehrstuhlinhaber
- Hager, Willy (1905–1975), deutscher Ingenieur
- Hager, Wilmar (* 1903), deutscher Jurist, Zeuge in den Nürnberger Prozessen
- Hager, Wolfgang (1602–1674), deutscher Uhrmacher
- Hager, Wolfgang (1643–1705), deutscher Uhrmacher
- Hager, Wolfgang (* 1962), österreichischer Politiker (SPÖ), Mitglied des Bundesrats
- Hager-Hämmerle, Doris (* 1970), österreichische Politikerin (NEOS)
- Hager-Mann, Daniel (* 1969), deutscher politischer Beamter (Bündnis 90/Die Grünen)
- Hagerman, Barbara (1943–2016), kanadische Sängerin, Chorleiterin und Musiklehrerin, Vizegouverneurin von Prince Edward Island
- Hagerman, Herbert James (1871–1935), US-amerikanischer Politiker
- Hagerman, John (1881–1960), US-amerikanisch-kanadischer Weit- und Dreispringer
- Hagerman, Maja (* 1960), schwedische Schriftstellerin, Journalistin und Dokumentarfilmerin
- Hägermann, Bernd (* 1954), deutscher Fußballspieler
- Hägermann, Dieter (1939–2006), deutscher Historiker
- Hägerstrand, Torsten (1916–2004), schwedischer Humangeograph
- Hägerström, Axel (1868–1939), schwedischer Philosoph
- Hagerty, Bill (* 1959), US-amerikanischer Politiker (Republikanische Partei), Unternehmer und Diplomat
- Hagerty, Julie (* 1955), US-amerikanische SchauspielerinJulie Hagerty (* 1955)

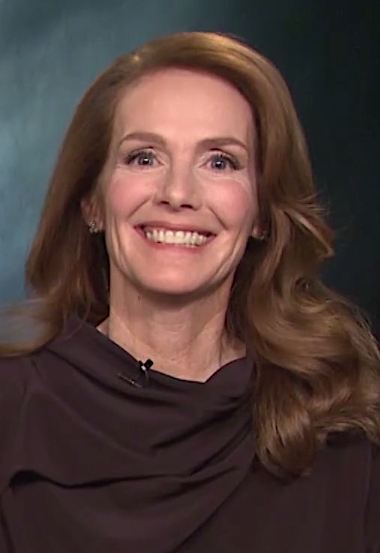
Julie Hagerty (* 1955)

- Hagerty, Marilyn (* 1926), US-amerikanische Journalistin
- Hagerty, Mike (1954–2022), US-amerikanischer Filmschauspieler
- Hagerup, Christian Frederik (1731–1797), norwegischer Pfarrer
- Hagerup, Eiler (1736–1795), norwegischer Jurist
- Hagerup, Francis (1853–1921), norwegischer Politiker, Jurist und Diplomat
- Hagerup, Helge (1933–2008), norwegischer Schriftsteller, Dichter und Dramatiker
- Hagerup, Inger (1905–1985), norwegische Lyrikerin und Schriftstellerin
- Hagerup, Klaus (1946–2018), norwegischer Schriftsteller, Lyriker, Schauspieler und Regisseur
- Hagerup, Margret (* 1980), norwegische Politikerin

#### Hages
- Hagesandros, griechischer Bildhauer
- Hagesias von Syrakus, griechischer Olympiasieger
- Hageskog, Carl-Axel (* 1954), schwedischer Tennisspieler und -trainer
- Hagestad, Bob (1934–2019), US-amerikanischer Autorennfahrer
- Hagestad, Gunhild (* 1942), norwegische Soziologin und Hochschullehrerin
- Hagestedt, Hermann (1903–1976), deutscher Dirigent
- Hagestedt, Lutz (* 1960), deutscher Germanist
- Hagesveen, Bjørnar Lysfoss (* 2000), norwegischer Schauspieler

### Hagg
- Hagg, Edith (1954–2006), österreichische Fernsehjournalistin
- Hägg, Gertrud Wysse (1912–2006), schwedisch-amerikanische Grafikdesignerin und Illustratorin
- Hägg, Gunder (1918–2004), schwedischer Mittel- und Langstreckenläufer
- Hägg, Gunnar (1903–1986), schwedischer Chemiker
- Hagg, Helmut (* 1932), deutscher Skilangläufer
- Hägg, Jacob Adolf (1850–1928), schwedischer Komponist
- Hagg, Natascia (* 1992), Schweizer Unihockeyspielerin
- Hagg, Nicolaus (* 1967), österreichischer Schauspieler und Autor
- Hägg, Robert (* 1995), schwedischer Eishockeyspieler
- Hagg, Valentin (* 2004), österreichischer Schauspieler
- Hagg, Walter (* 1948), österreichischer Diplomat
- Haggard, Chris (* 1971), südafrikanischer Tennisspieler
- Haggard, Daisy (* 1978), britische Schauspielerin
- Haggard, H. Rider (1856–1925), britischer Schriftsteller und Vertreter des englischen Abenteuerromanes
- Haggard, Merle (1937–2016), US-amerikanischer Country-Musiker und SongwriterMerle Haggard (1937–2016)

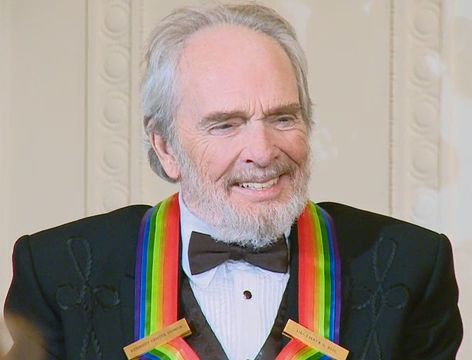
Merle Haggard (1937–2016)

- Haggard, Patrick, britischer Neurowissenschaftler
- Haggard, Piers (1939–2023), britischer Film- und Fernsehregisseur
- Haggard, Ted (* 1956), US-amerikanischer evangelikaler Prediger
- Haggard, William S. (1847–1911), US-amerikanischer Politiker
- Haggart, Bob (1914–1998), US-amerikanischer Jazzmusiker, Bassist, Arrangeur, Komponist
- Haggarty, Ben (* 1958), britischer Erzähler
- Haggarty, James (1914–1998), kanadischer Eishockeyspieler
- Häggblad, Arthur (1908–1989), schwedischer Skilangläufer
- Häggblom, Alarik (1914–1996), åländischer Politiker, Lantråd
- Hagge, Johannes (1893–1964), deutscher Politiker (CDU, FDP), MdL, MdB
- Haggège, Julien (* 1976), deutscher Synchronsprecher und Schauspieler
- Haggenberg, Hans, Schweizer Wappen-, Buch- und Wandmaler
- Haggenmacher, Gustav Adolf (1845–1875), Schweizer Afrikaforscher
- Haggenmacher, Karl (1835–1921), ungarischer Mühleningenieur und Erfinder
- Haggenmiller, Franz (1871–1945), deutscher Maler
- Haggenmüller, Johann Baptist (1792–1862), deutscher Heimatforscher, Mitglied der Frankfurter Nationalversammlung
- Haggenmüller, Pascal (* 1988), deutscher Politiker (Bündnis 90/Die Grünen)
- Hagger, Kim (* 1961), britische Leichtathletin
- Haggerty, Dan (1941–2016), US-amerikanischer SchauspielerDan Haggerty (1941–2016)

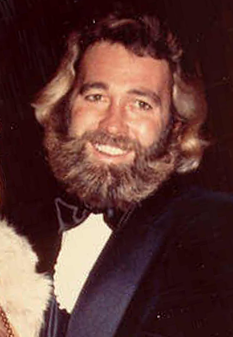
Dan Haggerty (1941–2016)

- Haggerty, Fred (1918–2002), ungarischer Schauspieler und Stuntman
- Haggerty, Hard Boiled (1925–2004), US-amerikanischer Wrestler, Schauspieler und Footballspieler
- Haggerty, Jonathan (* 1997), britischer Muay Thai Kämpfer
- Haggerty, Pat (1927–1994), US-amerikanischer Schiedsrichter im American Football
- Haggerty, Patrick Eugene (1914–1980), US-amerikanischer Manager, Vorstandsvorsitzender von Texas Instruments (1958–1976)
- Haggerty, Tamara (* 1996), niederländische Handballspielerin
- Haggett, Jimmy (1928–2000), US-amerikanischer Country- und Rockabilly-Musiker
- Haggett, Peter (1933–2025), britischer Anthropogeograph
- Haggiar, Basilio (1839–1919), syrischer Erzbischof
- Haggis, Edward (1924–2017), kanadischer Sprinter
- Haggis, Paul (* 1953), kanadischer Drehbuchautor, Produzent und Regisseur
- Häggkvist, Carola (* 1966), schwedische Sängerin
- Hägglöf, Aprilia (* 1983), schwedische Snowboarderin
- Hägglund, Alvar (1913–1996), schwedischer Skilangläufer
- Hägglund, Bengt (1920–2015), schwedischer lutherischer Theologe
- Hägglund, Göran (* 1959), schwedischer Politiker, Mitglied des Reichstages und Parteivorsitzender der Christdemokraten
- Hägglund, Gustav (* 1938), finnischer General, Oberkommandierender der Verteidigungskräfte und Vorsitzender des Militärausschusses der Europäischen Union
- Hagglund, Jenna (* 1989), US-amerikanische Volleyballspielerin
- Hagglund, Nick (* 1992), US-amerikanischer Fußballspieler
- Hägglund, Roger (1961–1992), schwedischer Eishockeyspieler
- Häggman, Pirjo (* 1951), finnische Sprinterin
- Häggman, Uno (1882–1936), finnischer Sprinter, Weitspringer, Diskuswerfer, Speerwerfer und Zehnkämpfer
- Haggott, Warren A. (1864–1958), US-amerikanischer Politiker
- Haggquist, Catherine Lough, kanadische Schauspielerin und Synchronsprecherin
- Häggroth, Lennart (1940–2016), schwedischer Eishockeytorwart
- Häggström, Johan (* 1992), schwedischer Skilangläufer
- Häggström, Olle (* 1967), schwedischer Mathematiker
- Häggström, Peter (* 1976), schwedischer Leichtathlet und Sportjournalist
- Haggui, Karim (* 1984), tunesischer Fußballspieler

### Hagh
- Haghani, Anina (* 1988), deutsche Schauspielerin
- Haghanipour, Bahar (* 1984), deutsch-iranische Sozialwissenschaftlerin und Politikerin (Bündnis 90/Die Grünen), MdA
- Haghe, Louis (1806–1885), belgischer Grafiker
- Haghedooren, Paul (1959–1997), belgischer Radrennfahrer
- Haghenbeck, Francisco (1965–2021), mexikanischer Autor und Drehbuchautor
- Haghgosha, Khosro (1948–2003), iranischer Radrennfahrer
- Haghi, Alireza (* 1979), iranischer Radrennfahrer
- Haghighi, Alireza (* 1988), iranischer Fußballtorhüter
- Haghighi, Mani (* 1969), iranischer Theaterregisseur und Filmemacher
- Haghighi, Reza (* 1989), iranischer Fußballspieler
- Haghighipour, Nader (* 1967), iranisch-US-amerikanischer Astronom
- Haghiri, Sina, deutsch-iranischer Autor, Moderator, Dozent und Psychotherapeut
- Haghnazarian, Armen (1941–2009), armenisch-iranisch-deutscher Architekt und Hochschullehrer
- Haghsheno, Shervin (* 1975), deutscher BauingenieurShervin Haghsheno (* 1975)

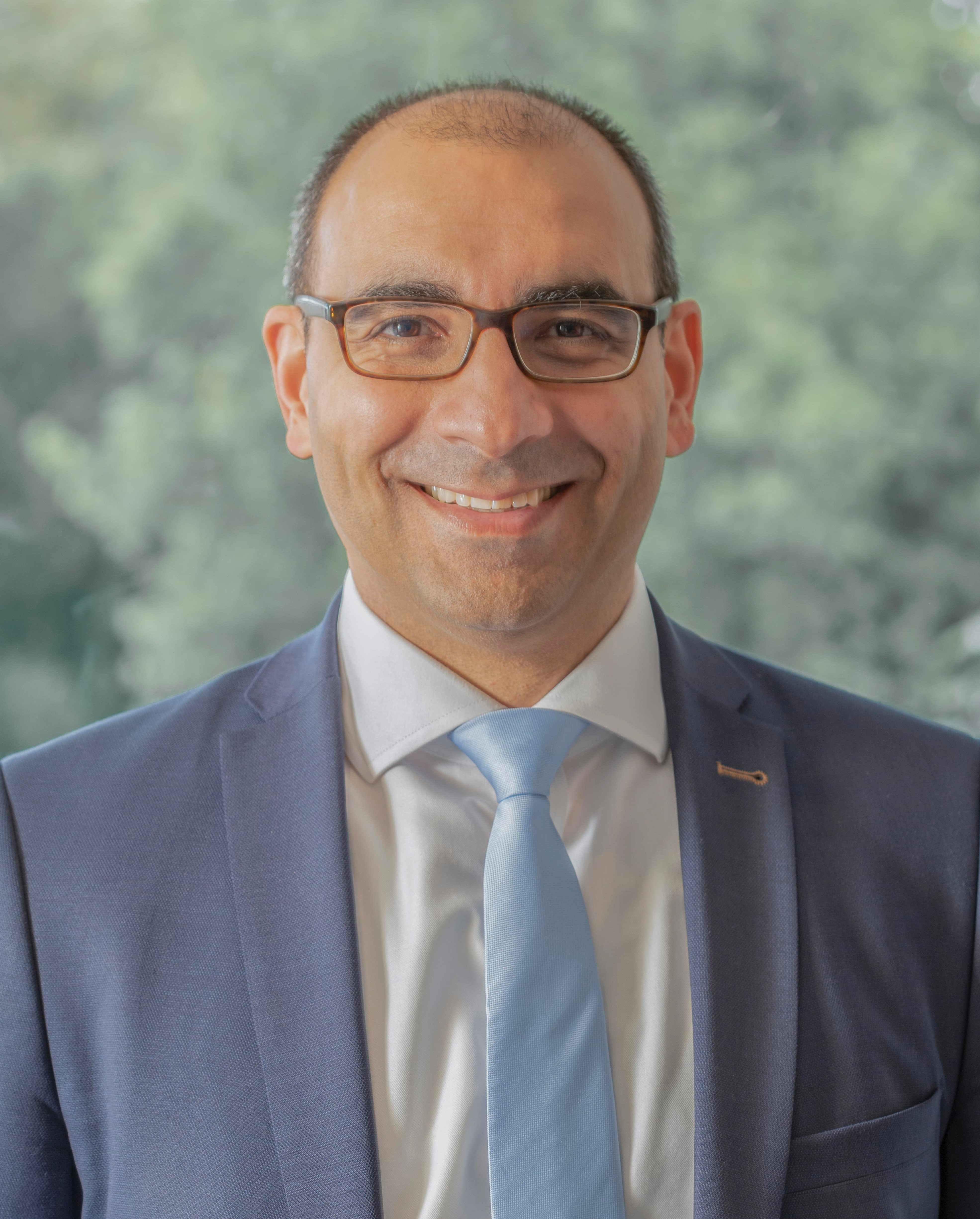
Shervin Haghsheno (* 1975)

### Hagi
- Hagi, Gheorghe (* 1965), rumänischer Fußballspieler und -trainerGheorghe Hagi (* 1965)

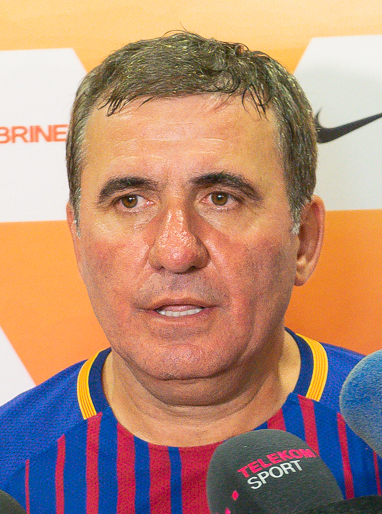
Gheorghe Hagi (* 1965)

- Hagi, Ianis (* 1998), rumänischer Fußballspieler
- Hagi, Kira (* 1996), rumänische Schauspielerin
- Hagi, Saburō (1895–1964), japanischer Offizier, Generalleutnant der Kaiserlich Japanischen Armee
- Hagihara, Shin’ya (* 1971), japanischer Fußballspieler
- Hagihara, Tatsurō (* 1982), japanischer Fußballspieler
- Hagimura, Shigenori (* 1976), japanischer Fußballspieler
- Hägin, Adolf (1904–1974), deutscher Fabrikant und Geschäftsmann, Träger des Bundesverdienstkreuzes 1. Klasse
- Hagin, Kenneth E. (1917–2003), US-amerikanischer charismatischer Prediger und Autor
- Haginge, Patrik (* 1985), schwedischer Fußballspieler
- Hagino, Hideaki (* 1973), japanischer Fußballspieler
- Hagino, Kōdai (* 2000), japanischer Fußballspieler
- Hagino, Kōsuke (* 1994), japanischer Schwimmer
- Hagino, Silke (* 1980), deutsche Faustballerin
- Hagins, Emily (* 1992), US-amerikanische Regisseurin und Drehbuchautorin
- Hagio, Maiko (* 1979), japanische Fußballschiedsrichterassistentin
- Hagio, Moto (* 1949), japanische Mangaka
- Hagist, Christian, deutscher Volkswirt
- Hagitani, Kaede (* 2000), japanische Langstreckenläuferin
- Hagiuda, Kōichi (* 1963), japanischer Politiker
- Hagiwara, Hiromichi (1815–1863), japanischer Schriftsteller
- Hagiwara, Hirotaku (* 1986), japanischer Fußballspieler
- Hagiwara, Kazushi (* 1963), japanischer Manga-Zeichner
- Hagiwara, Kichitarō (1902–2001), japanischer Unternehmer
- Hagiwara, Kyōjirō (1899–1938), japanischer Dichter
- Hagiwara, Mayuko (* 1986), japanische Radsportlerin
- Hagiwara, Michio Peter (1932–2009), US-amerikanischer Romanist und Fremdsprachendidaktiker japanischer Herkunft
- Hagiwara, Sakutarō (1886–1942), japanischer Schriftsteller
- Hagiwara, Susumu (1922–1989), japanisch-amerikanischer Neurowissenschaftler
- Hagiwara, Yūsuke (1897–1979), japanischer Astronom
- Hagiz, Moses (* 1670), Rabbiner, Talmudist, Kabbalist und Zensor

### Hagj
- Hagjo, Mohammad Qurban, afghanischer Diplomat

### Hagk
- Hagke, Alexander von (* 1975), deutscher Saxophonist, Klarinettist und Komponist
- Hagke, Friedrich Bernhard von (1822–1874), deutscher Gutsbesitzer, Landrat und Politiker, MdR
- Hagke, Leo von (1849–1919), deutscher Offizier, Rittergutsbesitzer und Politiker
- Hagken, Christian Alexander von (1744–1808), preußischer Generalmajor und Chef des Infanterieregiments Nr. 44

### Hagl
- Hagl, Andreas (* 2001), deutscher Schauspieler und Synchronsprecher
- Hagl, Sigi (* 1967), deutsche Politikerin (Bündnis 90/Die Grünen)
- Hagl, Wolfgang Maria (* 1953), deutscher Benediktinerabt
- Hagl-Kehl, Rita (* 1970), deutsche Politikerin (SPD), MdB
- Hagleitner, Heinrich (1889–1935), österreichischer römisch-katholischer Pfarrer, Gymnasialprofessor, Komponist und Heimatforscher
- Hagleitner, Kaspar (1779–1836), österreichischer Geistlicher und Tiroler Freiheitskämpfer
- Hagleitner, Maria (1907–1997), österreichische Politikerin (SPÖ), Abgeordnete zum Nationalrat, Mitglied des Bundesrates
- Haglelgam, John (1949–2024), mikronesischer Politiker; Präsident (1987–1991)
- Hagler, Marvelous Marvin (1954–2021), US-amerikanischer BoxerMarvelous Marvin Hagler (1954–2021)

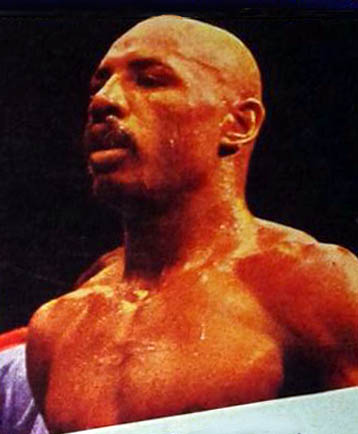
Marvelous Marvin Hagler (1954–2021)

- Hagley, Alison (* 1961), britische Opernsängerin (Sopran)
- Haglmo, Siegfried (* 1967), deutscher Musiker
- Haglund, Carl (* 1979), finnlandschwedischer Politiker, MdEP
- Haglund, Daniel (* 1980), schwedischer MusikerDaniel Haglund (* 1980)

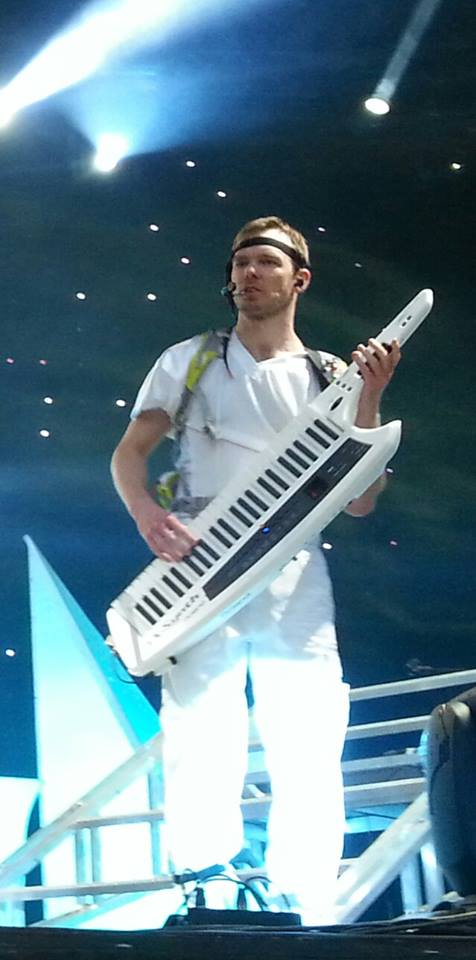
Daniel Haglund (* 1980)

- Haglund, Dean (* 1965), kanadischer Schauspieler
- Haglund, Linda (1956–2015), schwedische Leichtathletin
- Haglund, Magnus (* 1973), schwedischer Fußballspieler und -trainer
- Haglund, Maria (* 1972), schwedische Kanutin
- Haglund, Mats (* 1976), schwedischer Fußballspieler
- Haglund, Nils-Erik (1893–1921), schwedischer Schwimmer
- Haglund, Patrik (1870–1937), schwedischer Chirurg und Orthopäde
- Haglund, Philip (* 1987), schwedischer Fußballspieler

### Hagm
- Hagmaier, Christian (1680–1746), deutscher evangelischer Theologe sowie Professor, Rektor und Prorektor an der Universität Tübingen
- Hagmaier, Leontine (1862–1931), deutsche Gymnasiallehrerin, erste Oberstudienrätin Württembergs und Schulleiterin des ersten württembergischen Gymnasium für Mädchen
- Hagman, Anton (* 1998), schwedischer Sänger und YouTuber
- Hagman, Johan (* 1981), schwedischer Fußballtorhüter
- Hagman, Larry (1931–2012), US-amerikanischer SchauspielerLarry Hagman (1931–2012)

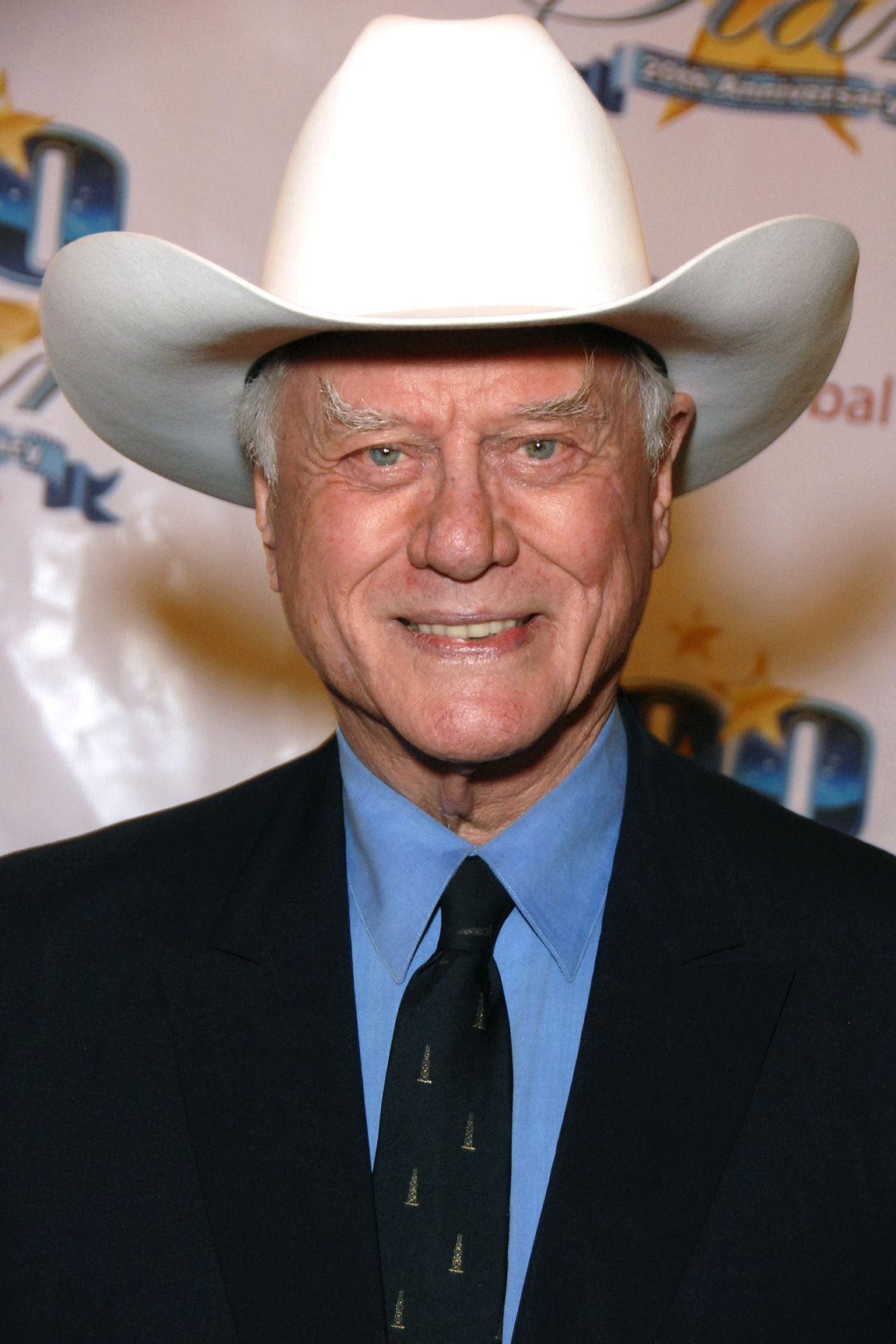
Larry Hagman (1931–2012)

- Hagman, Li (* 1974), deutsche Schauspielerin
- Hagman, Lucina (1853–1946), finnische Politikerin
- Hagman, Matti (1955–2016), finnischer Eishockeyspieler
- Hagman, Nathalie (* 1991), schwedische Handballspielerin
- Hagman, Niklas (* 1979), finnischer Eishockeyspieler
- Hagmann, August (1914–1969), deutscher Politiker (CDU), MdL (Baden-Württemberg), Rechtsanwalt
- Hagmann, Daniel (* 1966), Schweizer Historiker
- Hagmann, Emil (1872–1919), deutscher Kommunalpolitiker, Bürgermeister von Essen-Heisingen
- Hagmann, Felix (* 2004), deutscher Fußballspieler
- Hagmann, Franz (1941–2008), Schweizer Politiker
- Hagmann, Fritz (1901–1974), Schweizer Ringer und Schwinger
- Hagmann, Gert, deutscher Elektroingenieur und Hochschullehrer
- Hagmann, Josef (1871–1926), Schweizer katholischer Geistlicher, Abt von St. Georgenberg-Fiecht
- Hagmann, Manu (* 1980), Schweizer Jazzmusiker (Bass)
- Hagmann, Marcel (* 1983), deutscher Fußballspieler
- Hagmann, Nadine (* 1981), deutsche Fußballspielerin
- Hagmann, Robert (* 1942), Schweizer Radrennfahrer
- Hagmann, Rudolf (1892–1980), deutscher Verwaltungsjurist
- Hagmann, Sarah (* 1985), deutsche Politikerin (Bündnis 90/Die Grünen), MdL
- Hagmann, Sibylle (* 1965), schweizerische Schriftgestalterin
- Hagmayr, Max (* 1956), österreichischer Fußballspieler
- Hagmeier, Arthur (1886–1957), deutscher Meeresbiologe
- Hagmeister, Lisa (* 1979), deutsche SchauspielerinLisa Hagmeister (* 1979)

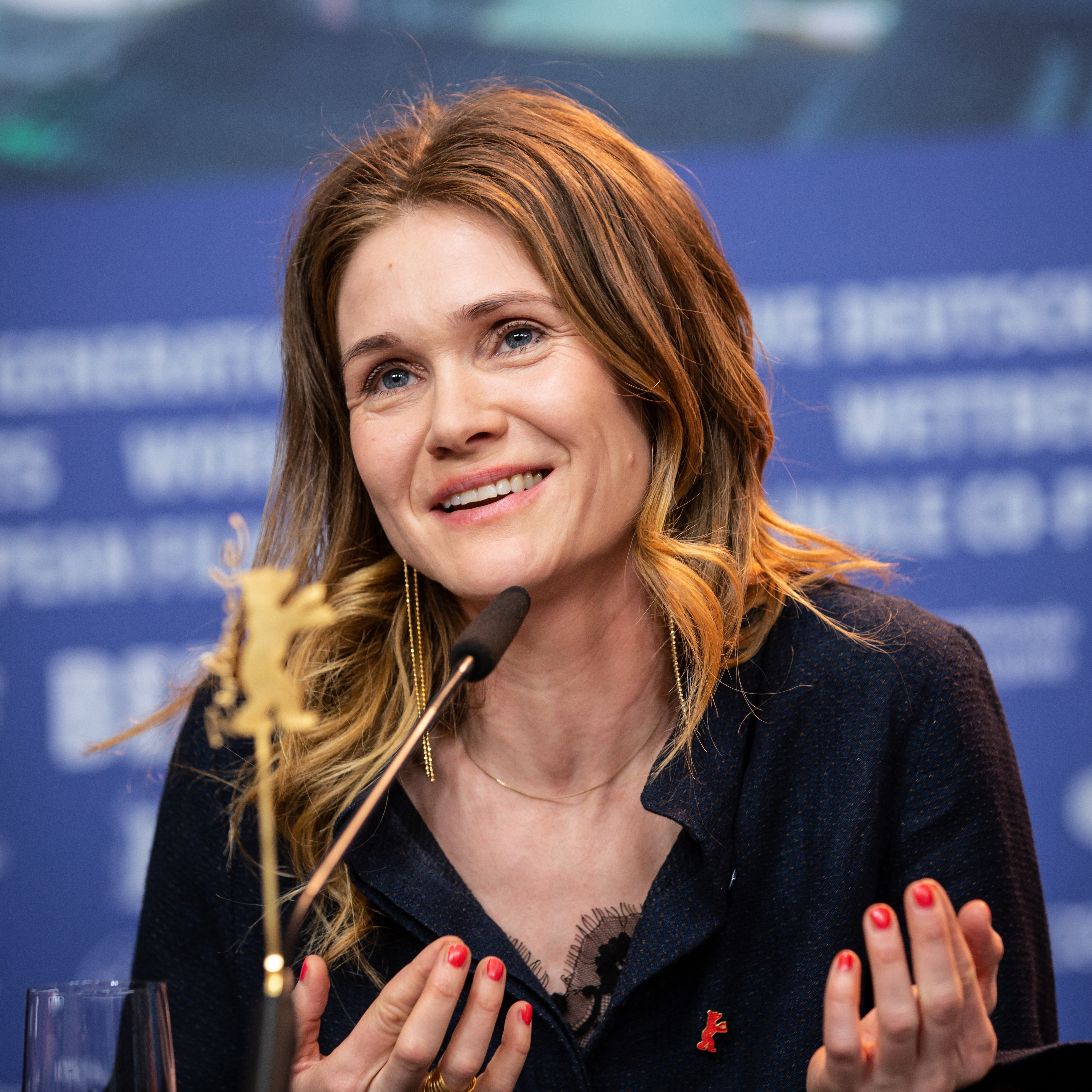
Lisa Hagmeister (* 1979)

### Hagn
- Hagn, Alfred (1948–2020), deutscher Skirennläufer
- Hagn, Charlotte von (1809–1891), deutsche Schauspielerin der Biedermeierzeit
- Hagn, Hans (1899–1949), deutscher Gewerkschafter und Politiker (CSU), MdL
- Hagn, Herbert (1927–2003), deutscher Paläontologe und Geologe
- Hagn, Johanna (* 1973), deutsche Judoka, Weltmeisterin, Europameisterin
- Hagn, Ludwig von (1819–1898), deutscher Maler
- Hagn, Richard von (1850–1933), deutscher Architektur- und Landschaftsmaler des Realismus bzw. Naturalismus
- Hagn, Theoderich (1816–1872), Benediktiner und Abt des Stiftes Lambach (1858–1872)
- Hagn, Thomas (* 1995), deutscher Fußballspieler
- Hagnauer, Jean-Pierre (1913–1986), französischer Eishockeyspieler
- Hagnauer, Johannes († 1500), Schweizer Benediktinermönch, Abt des Klosters Muri
- Hagnauer, Roger (1901–1986), französischer Lehrer und Pazifist
- Hagnauer, Yvonne (1898–1985), französische Lehrerin und Widerstandskämpferin, Gerechte unter den Völkern
- Hagner, Caren (* 1963), deutsche Physikerin
- Hagner, Gene (* 1983), deutscher Basketballspieler
- Hagner, Matthias (* 1974), deutscher Fußballspieler und -trainer
- Hagner, Meredith (* 1987), US-amerikanische SchauspielerinMeredith Hagner (* 1987)

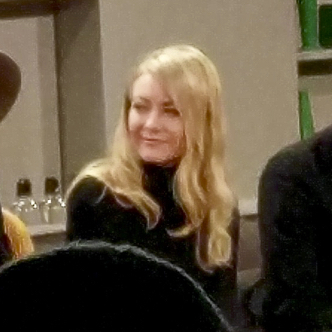
Meredith Hagner (* 1987)

- Hagner, Michael (* 1960), deutscher Wissenschaftshistoriker
- Hagner, Serpentina (* 1956), Schweizer Comiczeichnerin und Köchin
- Hagner, Viviane (* 1976), deutsche Violinistin
- Hägni, Rudolf (1888–1956), Schweizer Lehrer, Liedtexter und Schriftsteller in Zürichdeutsch
- Hagnodoros († 347 v. Chr.), Bürger von Athen, Schwager des Kritias
- Hagnon, athenischer Politiker und militärischer Führer

### Hago
- Hagolani, Sven (* 1969), deutscher bildender Fotograf und Konzeptkünstler
- Hagood, Johnson (1829–1898), US-amerikanischer Politiker, Gouverneur von South Carolina
- Hagood, Johnson (1873–1948), US-amerikanischer Offizier, Generalmajor der US-Army
- Hagood, Kenny (1926–1989), US-amerikanischer Jazzsänger
- Hagood, Margaret Jarman (1907–1963), US-amerikanische Soziologin
- Hagoort, Peter (* 1954), niederländischer Neurowissenschaftler
- Hagop Bedros II. Hovsepian († 1753), armenischer Geistlicher und der zweite Patriarch von Kilikien der Armenisch-katholischen Kirche
- Hagopian, Avak (1926–1990), armenischer Geistheiler, Sektenführer
- Hagos, Mesfin, eritreischer Exilpolitiker
- Hagos, Yared (* 1983), schwedischer Eishockeyspieler

### Hagr
- Hagras, Hoda (* 1995), ägyptische Hochspringerin
- Hagrass, Heba, ägyptische Soziologin und Menschenrechtsexpertin
- Hagreen, Henry Browne (1831–1912), britischer Maler

### Hags
- Hagspiel, Gabriel (1765–1815), deutscher katholischer Priester, Pfarrer von Grünstadt
- Hagspiel, Ludwig (1922–2012), österreichischer Landwirt und Politiker (ÖVP), Landtagsabgeordneter, Abgeordneter zum Nationalrat
- Hagspiel, Wolfram (1952–2021), deutscher Kunsthistoriker und Denkmalpfleger
- Hagspihl, Michael (* 1962), deutscher Telekommunikations-Manager
- Hagstedt, Hermann (1884–1966), deutscher Politiker (SPD), MdL
- Hagsteiner, Claudia (* 1970), österreichische Politikerin (SPÖ), Landtagsabgeordnete in Tirol
- Hagstotz, Magda (1914–2002), deutsche Malerin und Vertreterin der deutschen abstrakten Malerei beziehungsweise Nachkriegsmalerei
- Hagström, Albin (1905–1952), schwedischer Musikinstrumentehersteller
- Hagström, Göte (1918–2014), schwedischer Hindernisläufer
- Hagström, Johanna (* 1998), schwedische Skilangläuferin
- Hagstrum, Homer D. (1915–1994), US-amerikanischer Physiker
- Hagstrum, Jean Howard (1913–1995), US-amerikanischer Anglist und Hochschullehrer

### Hagt
- Hagt, Jochen (* 1957), deutscher Jurist und Landrat
- Hagtvet, Bernt (* 1946), norwegischer Politologe und Totalitarismusforscher

### Hagu
- Hague, Adam (* 1997), britischer Stabhochspringer
- Hague, Albert (1920–2001), deutsch-amerikanischer Musical-Komponist und Schauspieler
- Hague, Arnold (1840–1917), US-amerikanischer Geologe
- Hague, Charles (1769–1821), englischer Geiger und Komponist
- Hague, Harriot (1793–1816), englische Pianistin und Komponistin
- Hague, James Duncan (1836–1908), US-amerikanischer Bergbauingenieur, Geologe und Mineraloge
- Hague, Kevin (* 1960), neuseeländischer Politiker
- Hague, Nick (* 1975), US-amerikanischer Astronaut
- Hague, Nicolas (* 1998), kanadischer Eishockeyspieler
- Hague, Stephen (* 1960), US-amerikanischer Musikproduzent und Songwriter
- Hague, William (* 1961), britischer Politiker (Conservative Party), Mitglied des House of Commons und AußenministerWilliam Hague (* 1961)

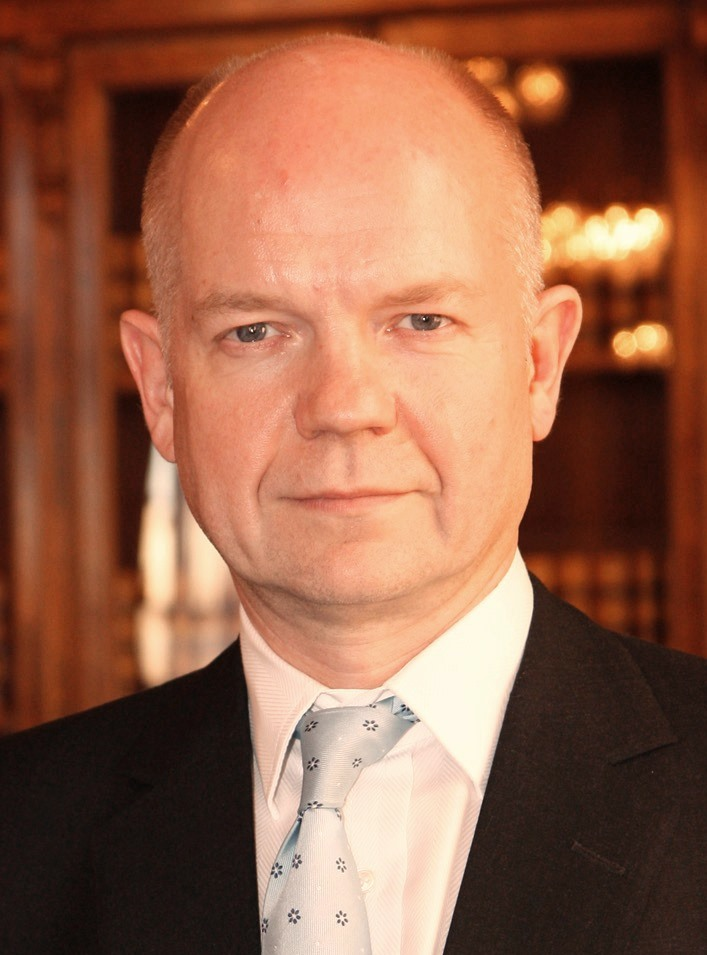
William Hague (* 1961)

- Haguenauer, Michel (1916–2000), französischer Tischtennisspieler
- Haguenin, Émile (1872–1924), französischer Literaturwissenschaftler und Diplomat, Germanist, Romanist und Italianist
- Haguenthal, Élie (1822–1881), französischer Unternehmer, Herausgeber, Lithograf, Typograf und Zeichner
- Hagul, Daniah (* 1999), libysche Schwimmerin
- Haguroiwa, Tomomi (1946–2016), japanischer Sumōringer